# Castello di Torrechiara
Il castello di Torrechiara è un maniero quattrocentesco dai tratti contemporaneamente medievali e rinascimentali; collocato sulla cima di un colle roccioso panoramico alle porte della Val Parma, è affiancato dal piccolo borgo medievale di Torrechiara, frazione di Langhirano, in provincia di Parma.
Voluto dal conte Pier Maria II de' Rossi quale possente struttura difensiva ed elegante nido d'amore per sé e l'amante Bianca Pellegrini, è considerato uno dei più notevoli, scenografici e meglio conservati castelli d'Italia. Dal 1911 monumento nazionale italiano, è inserito nel circuito dell'Associazione dei Castelli del Ducato di Parma, Piacenza e Pontremoli.
Dal dicembre 2014 il Ministero per i beni e le attività culturali l'ha gestito tramite il Polo museale dell'Emilia-Romagna, nel dicembre 2019 divenuto Direzione regionale Musei. Dal 1º giugno 2024 afferisce invece al Complesso Monumentale della Pilotta di Parma.

## Storia

### Il castello originario
L'originario fortilizio di Torchiara fu costruito in epoca medievale; la prima testimonianza della sua esistenza risale al 1259, quando il podestà di Parma ne deliberò l'abbattimento, in quanto più volte utilizzato dai ribelli come rifugio e base d'attacco alla città.
Alcuni anni dopo la famiglia Scorza edificò sulle rovine una casaforte, che nel 1293 fu attaccata e distrutta per volere del podestà Marco Giustiniani, per vendicare un'ingiuria fatta da Egidiolo Scorza al figlio di un certo Carretto. Nel 1297 il Comune di Parma decretò che non potesse esservi più ricostruita alcuna struttura difensiva.
Ciò nonostante, nel 1308 Gilio Scorza accolse a Torrechiara i Lupi e i Rossi, cacciati da Parma per volere di Giberto III da Correggio; ricostruito il maniero, i ribelli ne fecero la loro base per la conquista della fortificazione di Giarola, appartenente al monastero di San Paolo. Giberto reagì immediatamente; dapprima attaccò e distrusse il castello di Giarola, poi mosse contro il castello di Torrechiara, che pose sotto assedio, raggiungendo infine un accordo con Rolandino Scorza, figlio di Gilio. Nel 1313 Cabrietto Scorza, fratello di Rolandino, e Guglielmo de' Rossi si allearono e attaccarono la fortezza di Torrechiara, distruggendola.

### Il castello dei Rossi
Nel maggio del 1448 Pier Maria II de' Rossi diede avvio al cantiere di costruzione del grande castello, posto sulle rovine dell'antico fortilizio, intervenendo personalmente nel disegno delle strutture difensive. Grazie alla sua posizione di eccezionale visibilità in tutta la vallata, la nuova possente fortezza, rientrante nell'ambizioso progetto di ristrutturazione territoriale dei domini rossiani, estesi su circa un quinto del Parmense, doveva dimostrare il ruolo di primo piano della famiglia nella zona. Lo scenografico maniero, dal carattere fortemente difensivo grazie alla tripla cerchia muraria e ai quattro massicci torrioni angolari, nasceva anche quale elegante dimora isolata ove il conte potesse incontrare l'amante Bianca Pellegrini di Arluno; per questo Pier Maria si rivolse ai più importanti artisti della zona per decorare le sale interne, tra i quali Benedetto Bembo, che affrescò in stile gotico la Camera d'Oro. I lavori di edificazione furono completati nel 1460.
Nel 1464 il conte assegnò nel testamento il castello a Ottaviano, che, pur risultando formalmente figlio di Bianca e del marito Melchiorre Arluno, in realtà era molto più probabilmente figlio naturale dello stesso Pier Maria. Tuttavia, Ottaviano premorì al conte, perciò i beni a lui destinati furono assegnati all'erede principale Guido.

Stemma dei Rossi

La disastrosa guerra dei Rossi avviata agli inizi del 1482 stravolse i piani di Pier Maria, che morì nel maniero di Torrechiara il 1º settembre di quell'anno; dopo la spartizione dell'eredità, la fortezza passò a Guido, ma il suo possesso durò pochi mesi: dopo il castello di Felino, anche quello di Torrechiara, posto sotto assedio da Gian Giacomo Trivulzio nel maggio del 1483, si arrese alle truppe milanesi non appena giunse la notizia della fuga del Rossi dapprima a Genova e successivamente a Venezia. Le principali rocche rossiane di Felino, Torrechiara e San Secondo furono assegnate a Leone Sforza, figlio minore di Ludovico il Moro, che ne divenne amministratore. Alla morte del giovane, avvenuta nel 1496, i tre feudi passarono, per qualche tempo, alla duchessa Beatrice d'Este, sempre per donazione del marito Ludovico.
In seguito alla conquista del ducato di Milano da parte dei francesi nel 1499, il castello di Torrechiara cambiò proprietario più volte. Il re Luigi XII investì dei manieri di San Secondo, Felino e Torrechiara Troilo I de' Rossi, figlio di Giovanni il "Diseredato", ma il conte poté prendere possesso solo del primo; il cugino Filippo Maria de' Rossi, figlio di Guido, poteva infatti contare sull'appoggio di alcuni abitanti dei due feudi, che si opposero all'ingresso di Troilo; per questo nel mese di settembre Gian Giacomo Trivulzio si recò a Felino e Torrechiara in veste di luogotenente regio intimando ai castellani di consegnare le rocche al legittimo proprietario. Tuttavia, in ottobre, nonostante le proteste di Troilo, il re assegnò Torrechiara e Felino al maresciallo Pietro di Rohan, signore di Giè. L'anno seguente Filippo Maria, alleato dei veneziani e di Ludovico il Moro, quando quest'ultimo si rimpossessò di Milano, occupò con facilità i due manieri, approfittando dell'assenza del maresciallo. Il successivo ritorno dei francesi spinse Filippo Maria a fuggire a Mantova; Luigi XII riassegnò i castelli di Felino e Torrechiara a Pietro di Rohan, che nel 1502 li alienò per 15 000 scudi al marchese Galeazzo Pallavicino di Busseto.
Nel 1512 Filippo Maria pianificò di riconquistare i manieri di Felino, Torrechiara e Basilicanova, ma fu costretto a desistere e nel 1522 rinunciò definitivamente a ogni pretesa.

### Dagli Sforza di Santa Fiora al Demanio

Stemma degli Sforza di Santa Fiora

Nel 1545 la contessa di Santa Fiora Costanza Farnese acconsentì al matrimonio tra il figlio Sforza I Sforza e la marchesa Luisa Pallavicino, che portò in dote, tra gli altri, i feudi di Torrechiara e Felino.
Nel 1551, durante la guerra di Parma che oppose il duca di Parma Ottavio Farnese, appoggiato dal re di Francia Enrico II, e il papa Giulio III, aizzato dal governatore di Milano Ferrante I Gonzaga, alleato dell'imperatore del Sacro Romano Impero Carlo V d'Asburgo, il Gonzaga conquistò i due manieri sforzeschi e pose l'accampamento nei pressi della badia di Santa Maria della Neve; poco tempo dopo le truppe ducali di Ottavio, cugino di Sforza, contrattaccarono vittoriosamente il castello di Torrechiara, occupato dal capitano imperiale Ascanio Comneno.

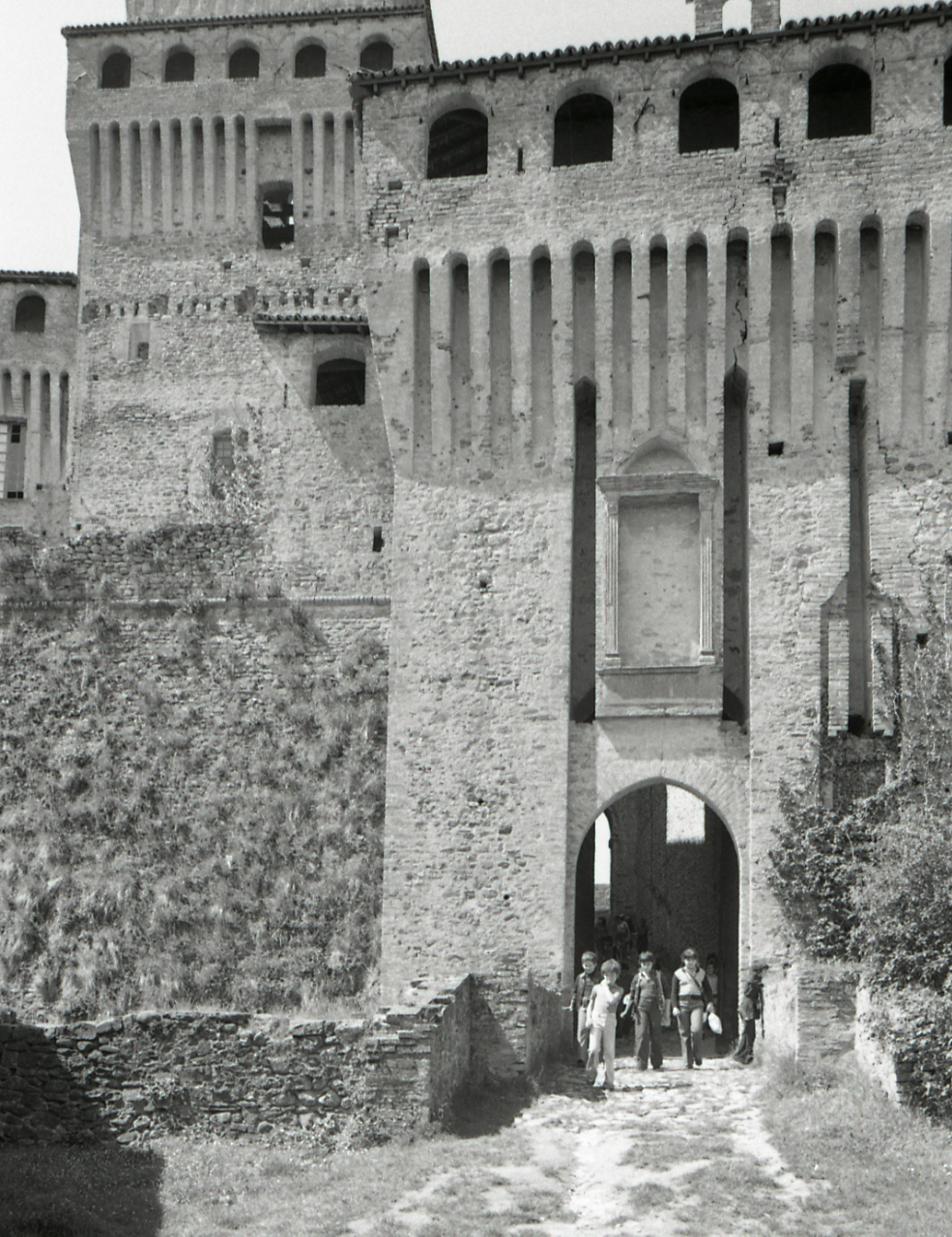
La torre del Rivellino nel 1976. Foto di Paolo Monti.

Negli anni seguenti, Sforza I Sforza di Santa Fiora, con l'intento di accentuare la funzione residenziale della fortezza, apportò alcune modifiche alle strutture: fece costruire le due grandi logge panoramiche verso la Val Parma, fece abbassare le mura di cinta del borgo e fece demolire parte della terza cerchia muraria della fortezza, trasformando gli spalti in frutteti e giardini pensili. Il conte e soprattutto suo figlio Francesco incaricarono inoltre alcuni importanti artisti, tra i quali Cesare Baglioni, della decorazione ad affresco delle sale interne.
Nel 1707 ereditò il titolo di conte di Santa Fiora il cugino Federico III Sforza, duca di Onano, che dal 1673 aveva aggiunto al proprio il cognome della moglie Livia, dando origine alla famiglia Sforza Cesarini.

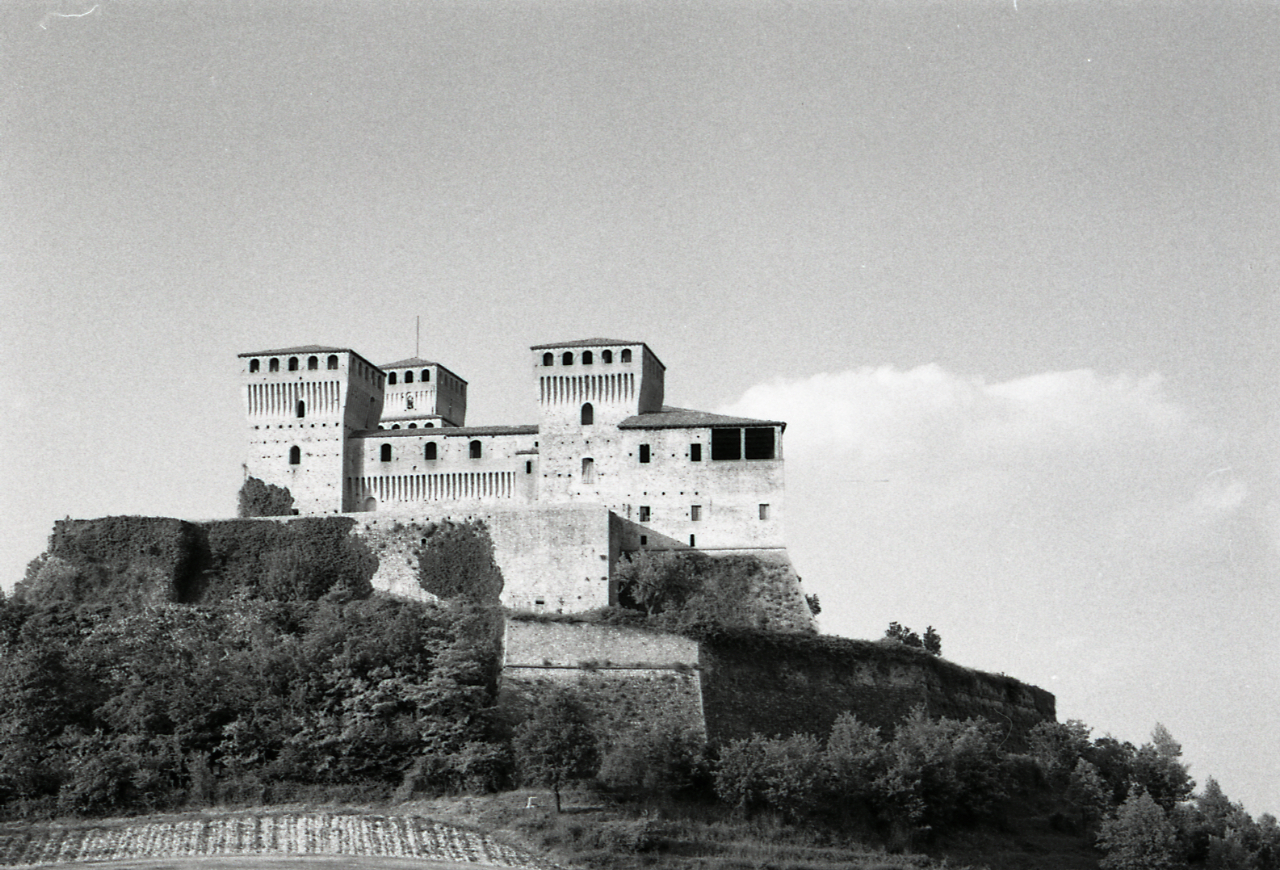
Il castello visto da sud nel 1976. Foto di Paolo Monti.

Nel 1821 il duca Marino Torlonia sposò Anna Sforza Cesarini, che portò in dote il castello di Torrechiara.
Nel 1909 i duchi alienarono il maniero a Pietro Cacciaguerra, che lo spogliò di tutti gli arredi; nel 1911 il castello fu dichiarato monumento nazionale e l'anno seguente fu acquistato, vuoto, dal Demanio italiano, che lo aprì al pubblico.
Il terremoto del 23 dicembre del 2008 causò numerosi danni al maniero, in particolare alle mura esterne della torre di San Nicomede e alla merlatura di coronamento; alcuni ambienti furono immediatamente chiusi e nel 2009 furono effettuati i lavori di consolidamento strutturale dell'edificio. Fu successivamente ristrutturato l'oratorio di San Nicomede al livello terreno, ove fu ricostruito il solaio di copertura crollato agli inizi del XIX secolo; al piano nobile fu così ricreata e restaurata l'originaria sala della Sera, posta al termine dell'infilata delle sale dell'Aurora, del Meriggio e del Vespro; gli ambienti furono riaperti al pubblico nel 2014.

## Descrizione

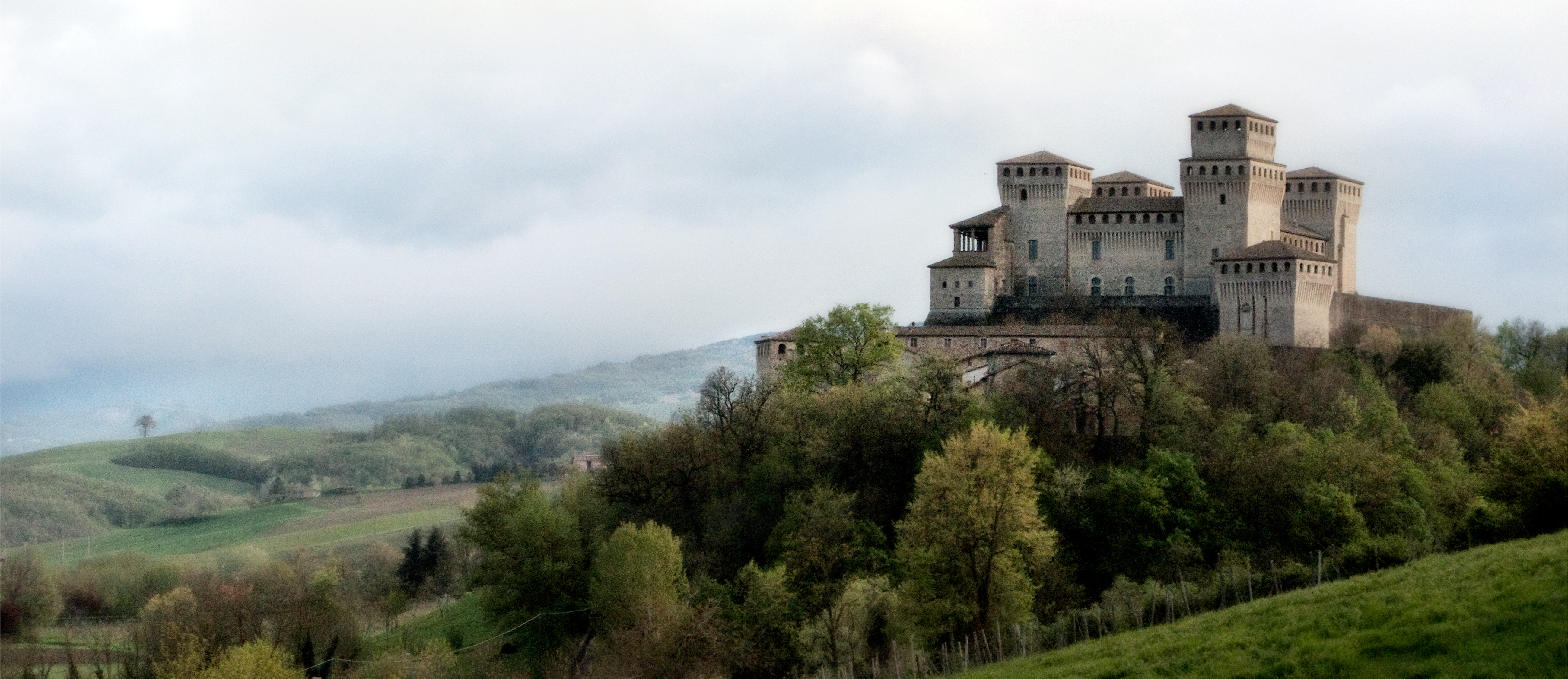
Il castello visto da nord

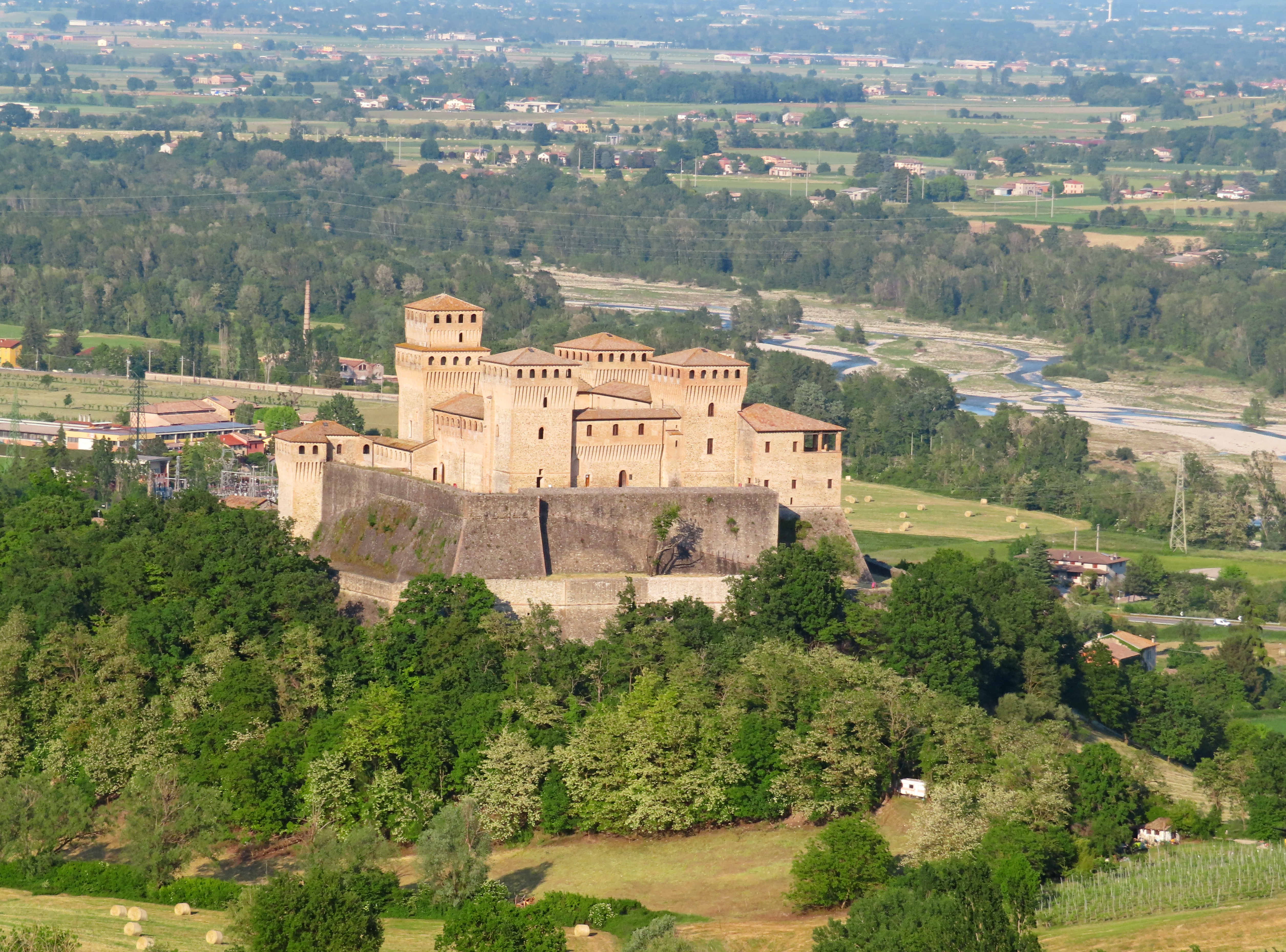
Il castello visto da sud-ovest

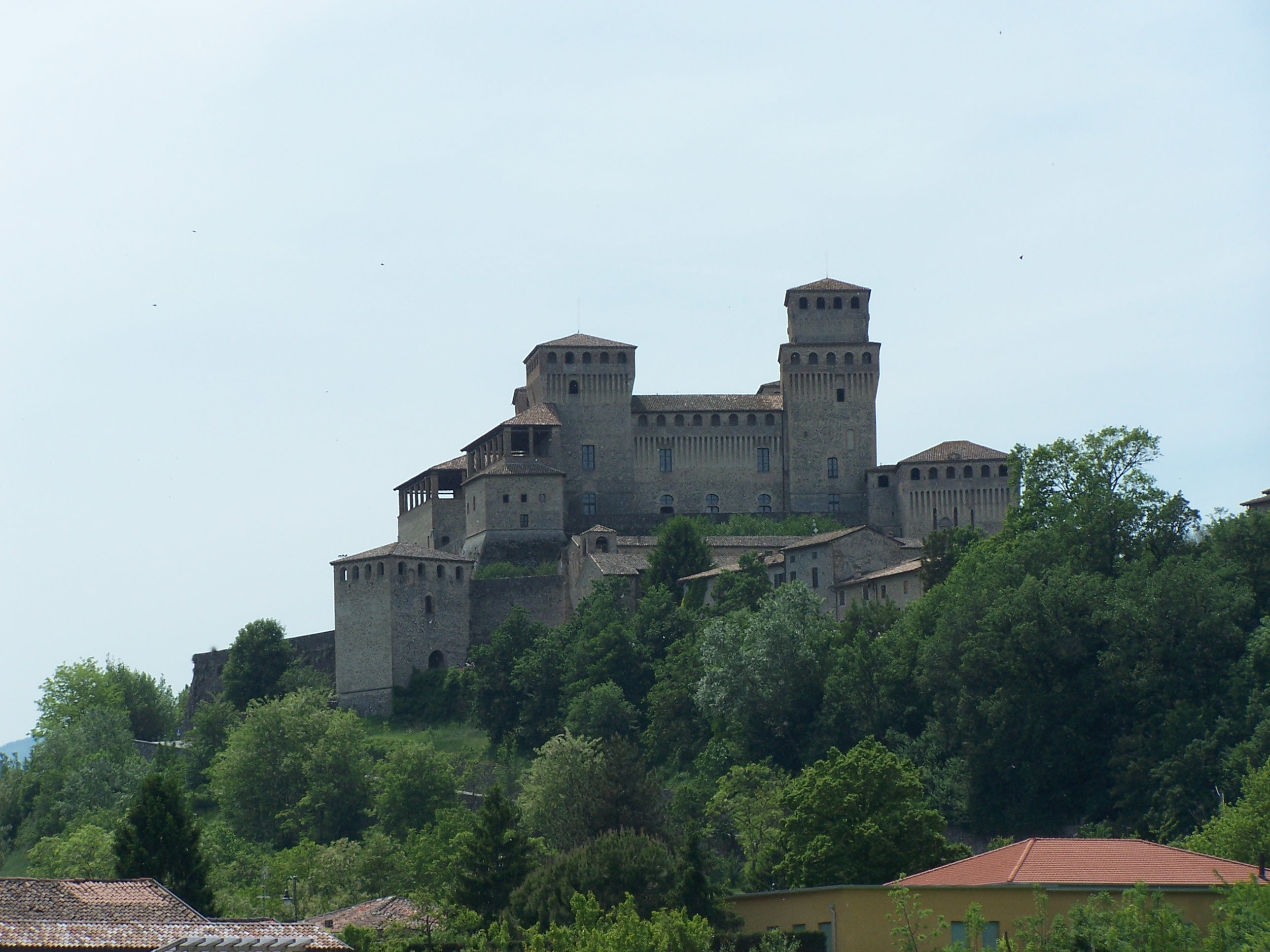
Il castello visto da nord-est

Il castello si erge alla quota di 278 m s.l.m. sulla cima di una collina terrazzata, i cui fianchi orientale e meridionale furono sopraelevati all'epoca della costruzione del maniero per consentire la realizzazione delle strutture difensive.
La possente fortificazione si sviluppa su una pianta pressoché rettangolare attorno alla Corte d'Onore centrale, con quattro torrioni quadrangolari posti alle estremità; è circondata dalla tripla cerchia muraria in pietra, modificata alla fine del XVI secolo: la più esterna, demolita, attorniava la collina; quella intermedia, abbassata, cinge il borgo esteso a nord del castello; la più interna, in parte sopraelevata, contorna il maniero.
L'edificio è inoltre accerchiato da un doppio fossato, valicato in origine da due ponti levatoi: il più esterno, scomparso, si sviluppava attorno al borgo; il più interno, ancora esistente, circonda la cerchia muraria più prossima al castello. Entrambi i fossati furono progettati asciutti da Pier Maria II de' Rossi stesso, che in tal modo voleva evitare che chi intendesse tentare la scalata al castello avesse la possibilità di nascondersi nell'acqua.
Il maniero, rivestito in pietra oltre che in mattoni sulla sommità delle torri, si innalza su alte scarpate, appositamente realizzate per motivi strutturali e soprattutto bellici. Oltre alle tre cerchie di mura, ai due fossati, ai doppi ponti levatoi e ai due rivellini, sono numerosi gli accorgimenti difensivi presenti originariamente nella fortezza, dei quali si scorgono ancora le tracce: il sinuoso percorso di accesso esposto al tiro degli arcieri; le ventiere in legno di chiusura degli spazi tra i merli ghibellini, in seguito coperti da tetti; i camminamenti di ronda compartimentabili; i lunghi beccatelli con caditoie che corrono sui perimetri delle torri e delle facciate esterne di tutti gli edifici; il massiccio mastio sormontato da dongione.
Il prospetto orientale si distingue dagli altri per la presenza dei due avancorpi aggettanti dai torrioni, realizzati alla fine del XVI secolo sopraelevando i bastioni della cerchia muraria più interna; in sommità vi si trovano due grandi loggiati panoramici, affacciati sulla Val Parma e sulla pianura.

### Ingresso

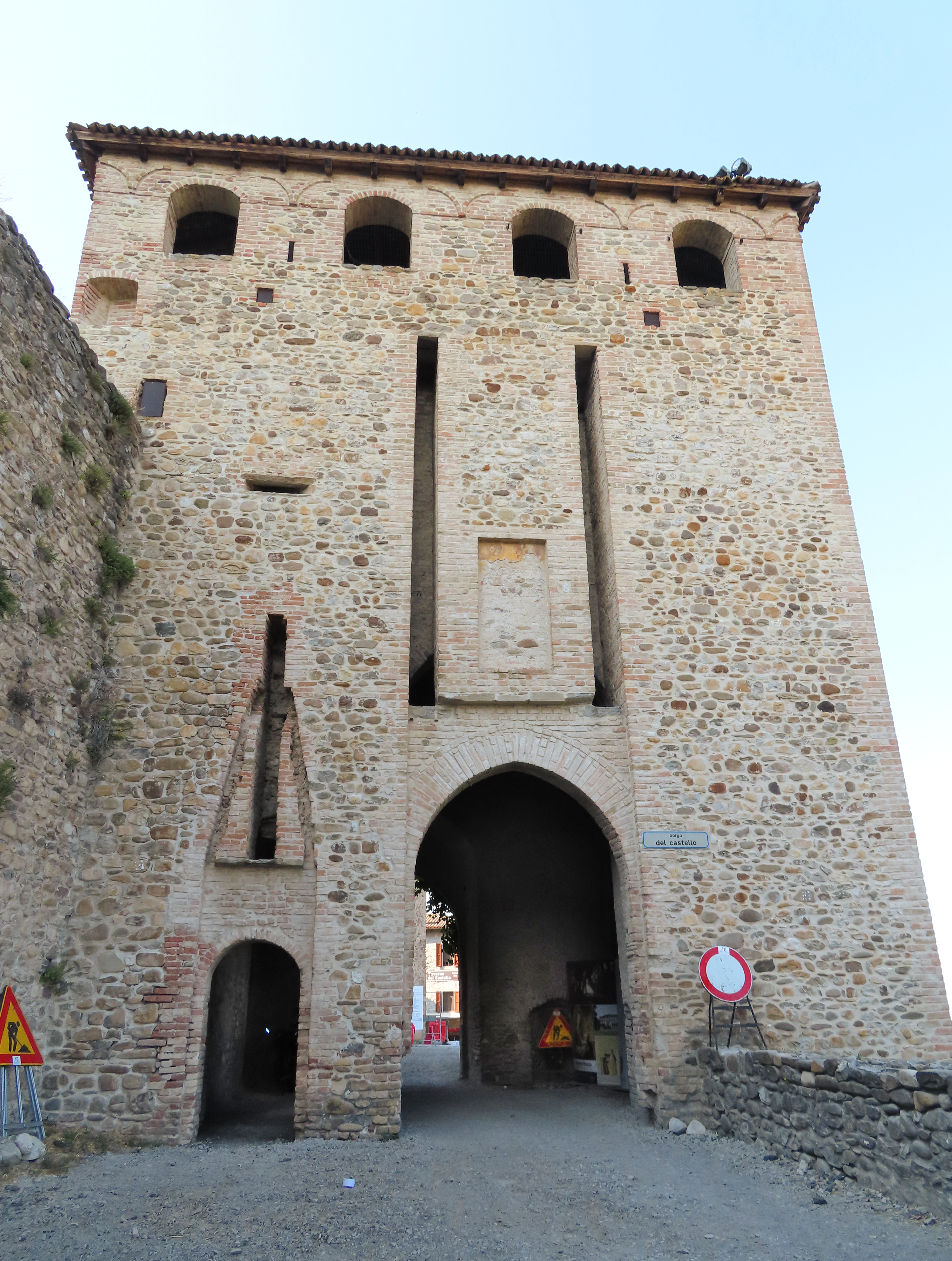
Rivellino d'ingresso al borgo

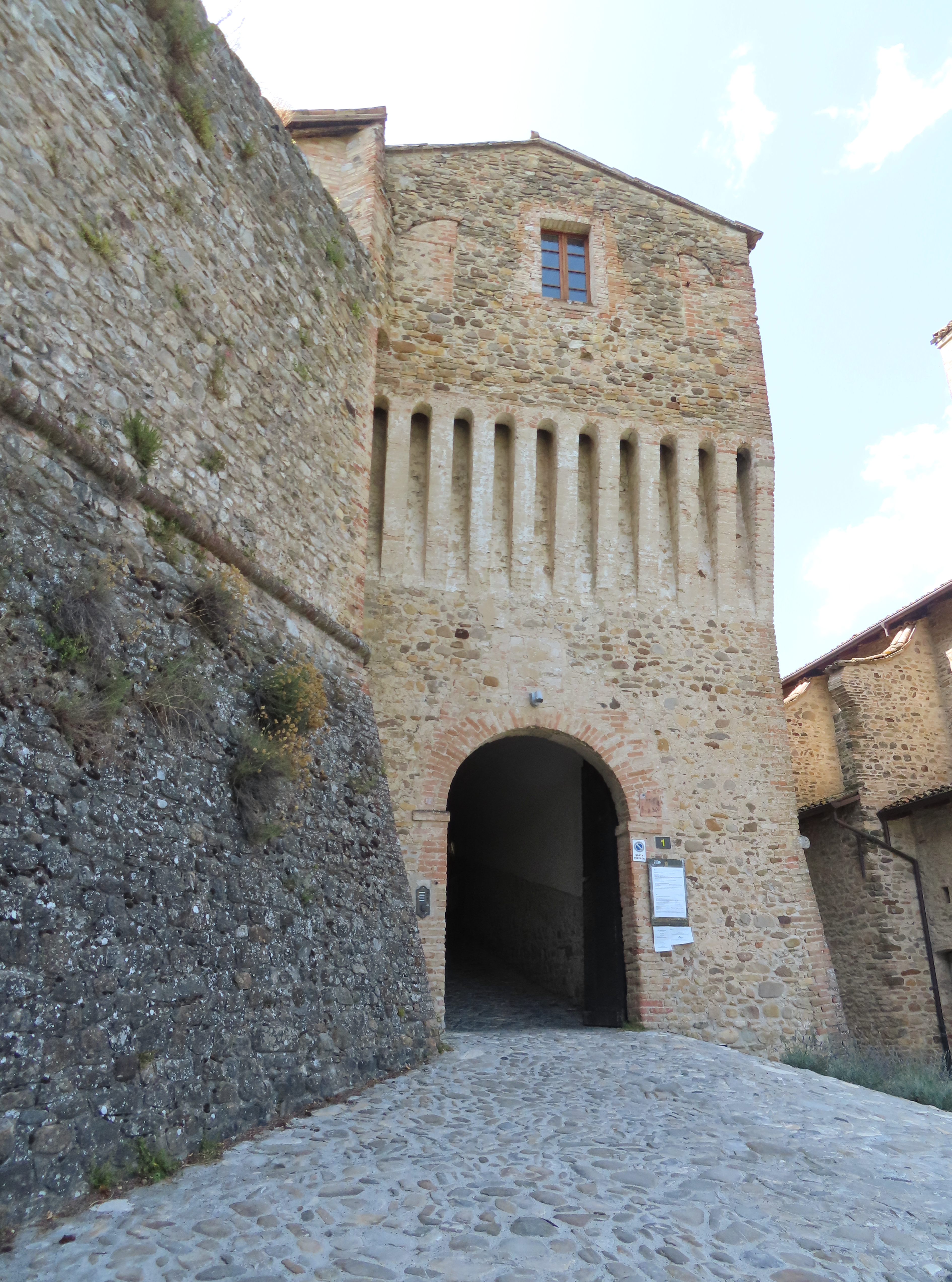
Edificio d'ingresso

L'accesso, originariamente collocato a nord-ovest, in prossimità della torre del Rivellino e dell'imponente torre del Leone, fu in seguito spostato a nord-est, all'interno del lungo edificio della porta, raggiungibile attraversando il rivellino più esterno di accesso al borgo.
Il massiccio torrione d'ingresso in pietra, addossato alla seconda cerchia muraria, presenta verso l'esterno due diversi portali: quello più piccolo, ad arco a tutto sesto, era in origine destinato ai pedoni; quello più ampio, ad arco ogivale, serviva al passaggio dei carri e dei cavalli. Dei due distinti ponti levatoi si conservano solo le tre alte fessure che ne ospitavano i bolzoni. In sommità sono poste perimetralmente le aperture ad arco ribassato tra gli antichi merli a coda di rondine, coperti dal tetto.
Sul lato ovest del piccolo spiazzo, su cui si affaccia la chiesa di San Lorenzo, si innalza la porta di nord-est, che attraverso una ripida rampa coperta, accessibile attraverso il portale ad arco a tutto sesto, conduce al primo cortile; il lungo edificio, nato originariamente come torre, è caratterizzato dalla presenza dei beccatelli al centro della stretta facciata d'ingresso, modificata in sommità, ove ancora si distinguono all'interno del paramento murario gli antichi merli ghibellini.

### Torri

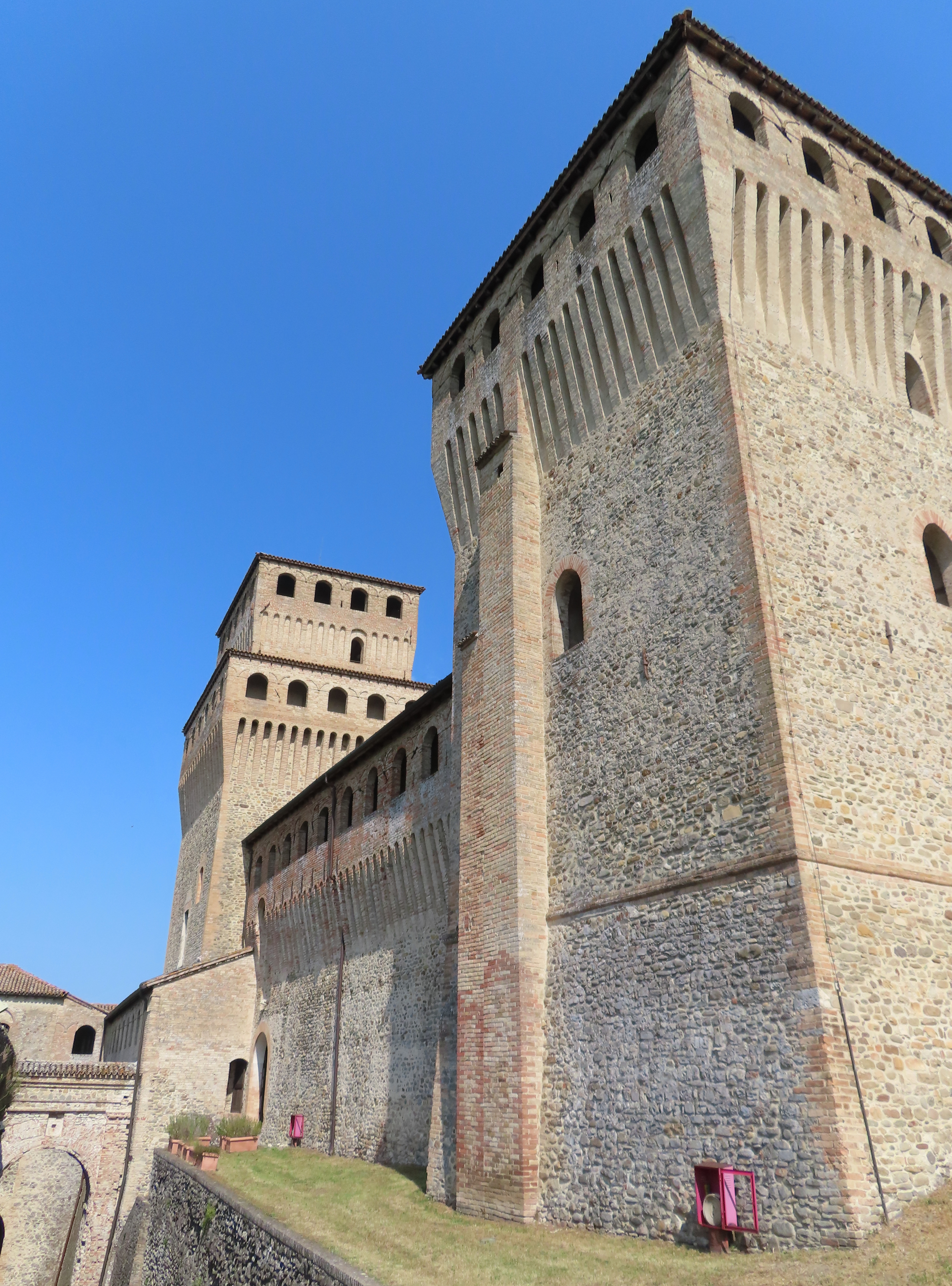
Prospetto ovest e torri del Giglio e del Leone

Il castello è dotato di cinque massicce torri quadrate, quattro delle quali poste alle estremità del Cortile d'Onore; le strutture sono tutte caratterizzate dalla presenza, in sommità, della fascia di alti beccatelli con caditoie, a sostegno dei camminamenti chiusi perimetralmente da merli ghibellini coperti da tetto.

#### Torre del Rivellino

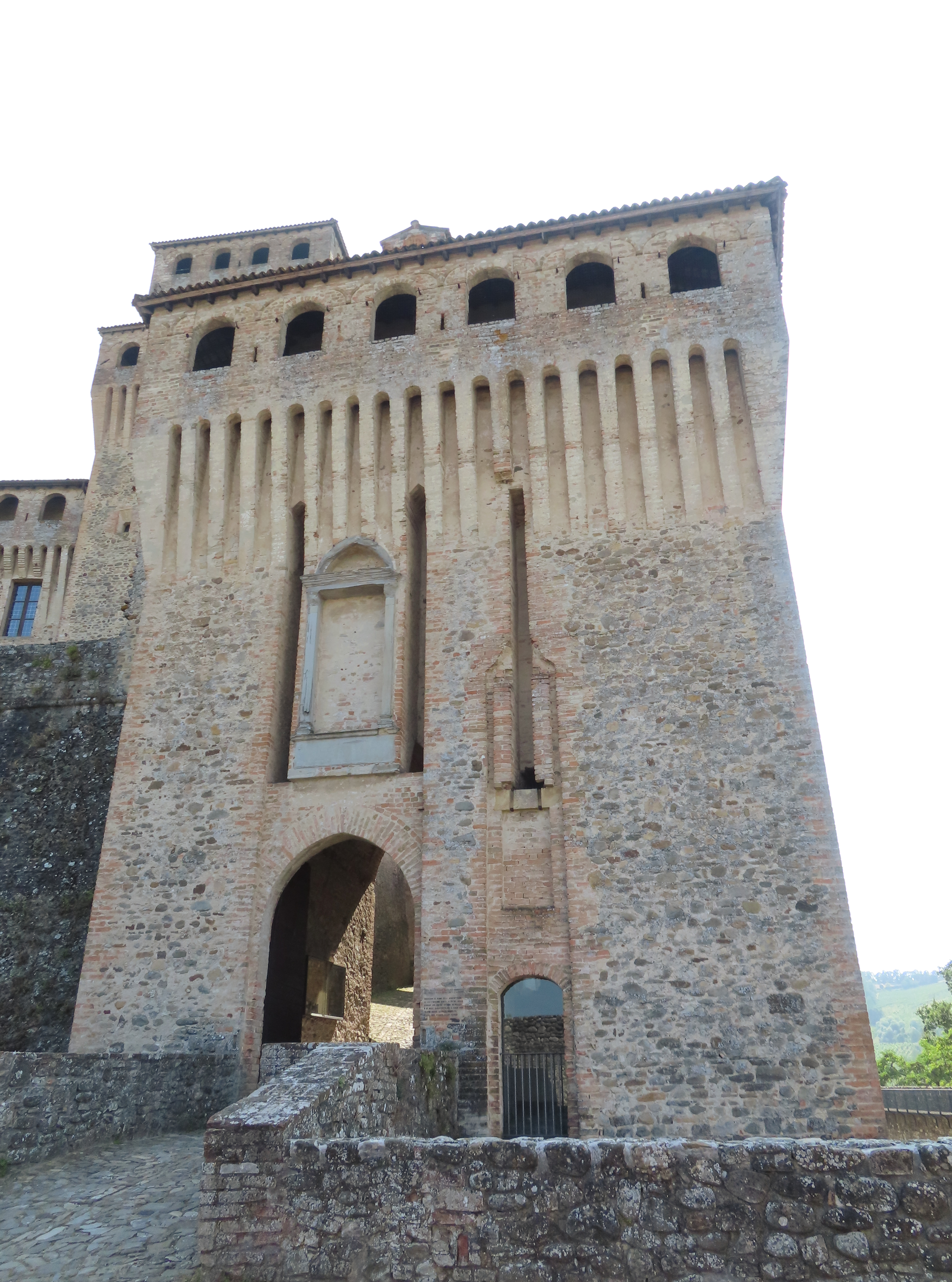
Torre del Rivellino

La torre del Rivellino, che funge da ingresso alla cerchia muraria interna, è raggiungibile dal primo cortile attraversando un ponte in pietra, che sostituisce l'antico doppio ponte levatoio di cui si conservano le tre alte fessure che ne ospitavano i bolzoni; vi si aprono due distinti portali d'accesso, analoghi a quelli della torre esterna.
In facciata è collocata una nicchia delimitata da lesene in arenaria, a sostegno del frontone triangolare; al suo interno si trovava in origine una statua in marmo di Carrara raffigurante Pier Maria II de' Rossi, che probabilmente cadde già nel XVI secolo durante i lavori di restauro del maniero; vi si legge ancora l'iscrizione dettata dal conte: "Invocato il nome dela redemptrice / Di cuy pronome porto io pietro rosso / Fonday sta rocha altiera et felice / M. de magio quarantaocto era il corso C.C.C.C. / Et cum divino aiuto fu perfecta / Avanti chel sexanta fusse scorso."
All'interno si accede direttamente alla biglietteria, da cui si sviluppa una ripida rampa lastricata in sassi che, attraversando un'ampia arcata a tutto sesto delimitata da lesene, sale verso il pianoro del castello, affiancandone l'intero prospetto ovest.
Al piano superiore, si trovano alcuni ambienti spogli dotati di camino, originariamente destinati alle truppe di sentinella; in sommità si affacciano i camminamenti di ronda, nei cui pavimenti si aprono le caditoie chiuse da griglie in ferro.

#### Torre del Leone

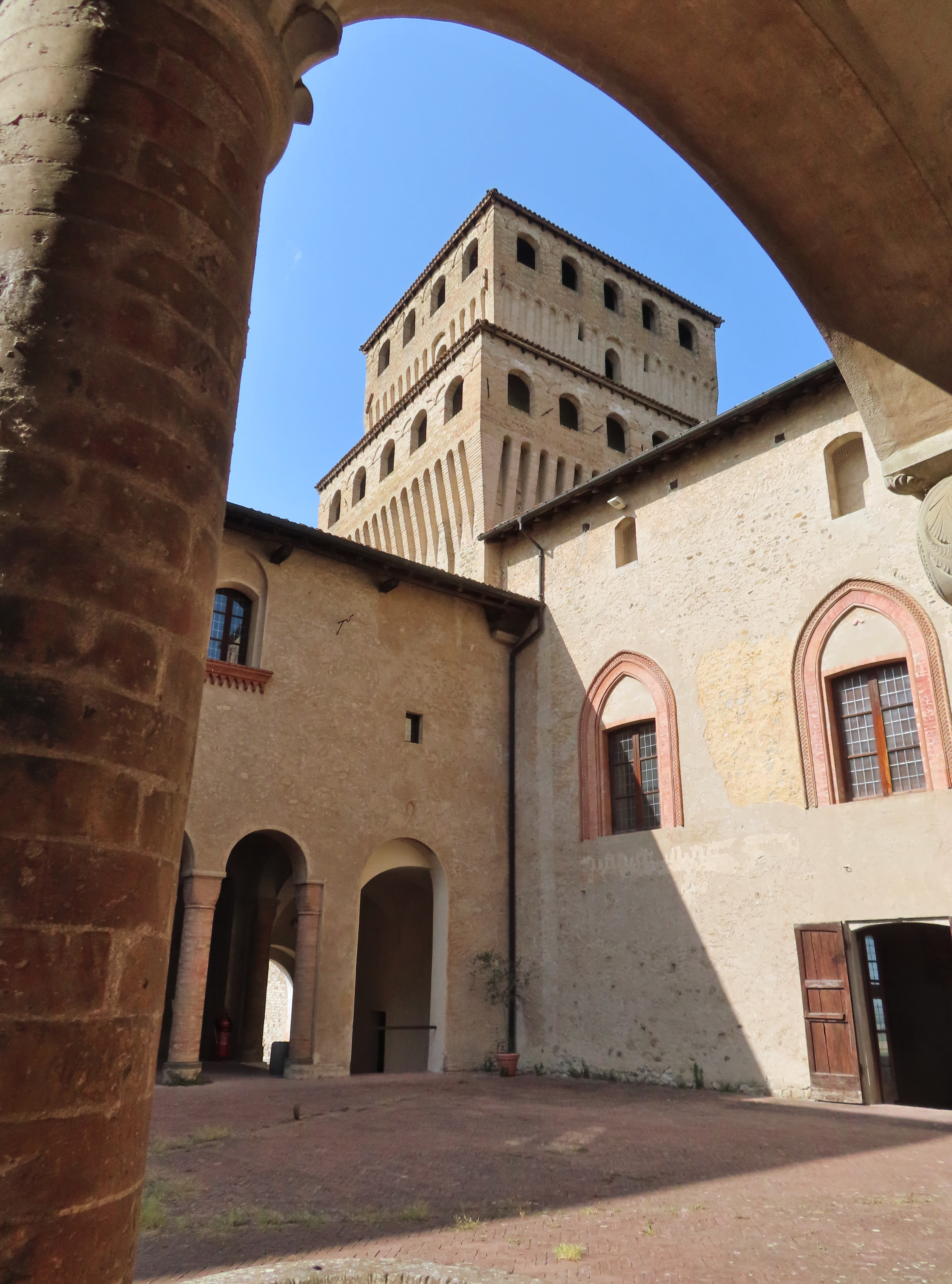
Torre del Leone

La torre del Leone, la più alta dell'intero maniero, nacque con funzioni di mastio, nelle immediate vicinanze della torre del Rivellino; si erge infatti sull'estremità nord-ovest del Cortile d'Onore, verso il rio delle Favole, originario accesso del castello.
Sulla struttura di 40 m, uguale alle altre tre torri, si eleva di ulteriori 6 m il dongione merlato, anch'esso coperto da tetto.
La torre deve il suo nome alla presenza dello stemma dei Rossi, raffigurante un leone rampante.

#### Torre del Giglio

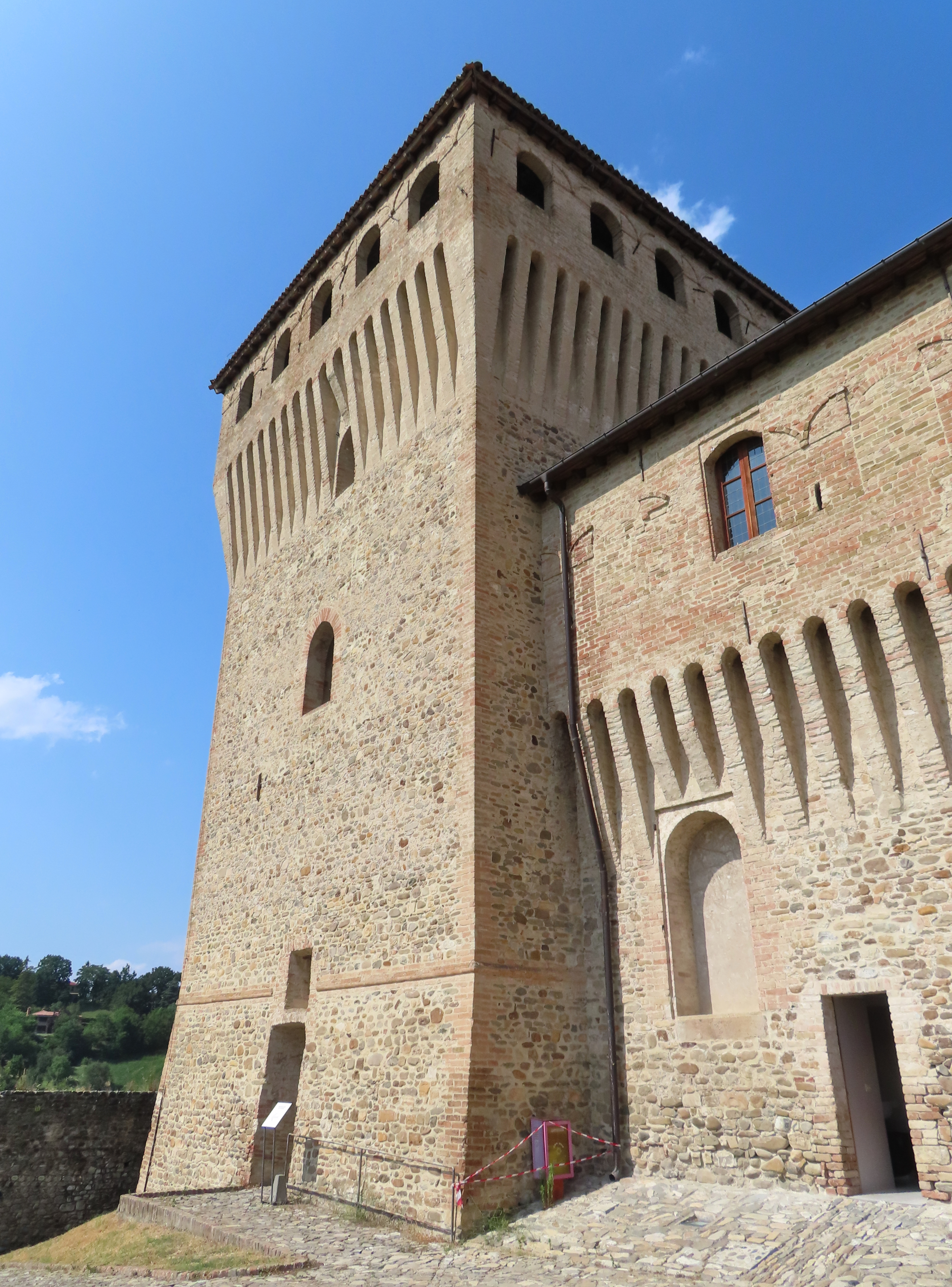
Torre del Giglio

La torre del Giglio, posta all'estremità sud-ovest del maniero, si affaccia verso la vallata del rio delle Favole.
Deve il suo nome alla presenza di uno stemma raffigurante un giglio, in onore di Bianca Pellegrini.

#### Torre di San Nicomede

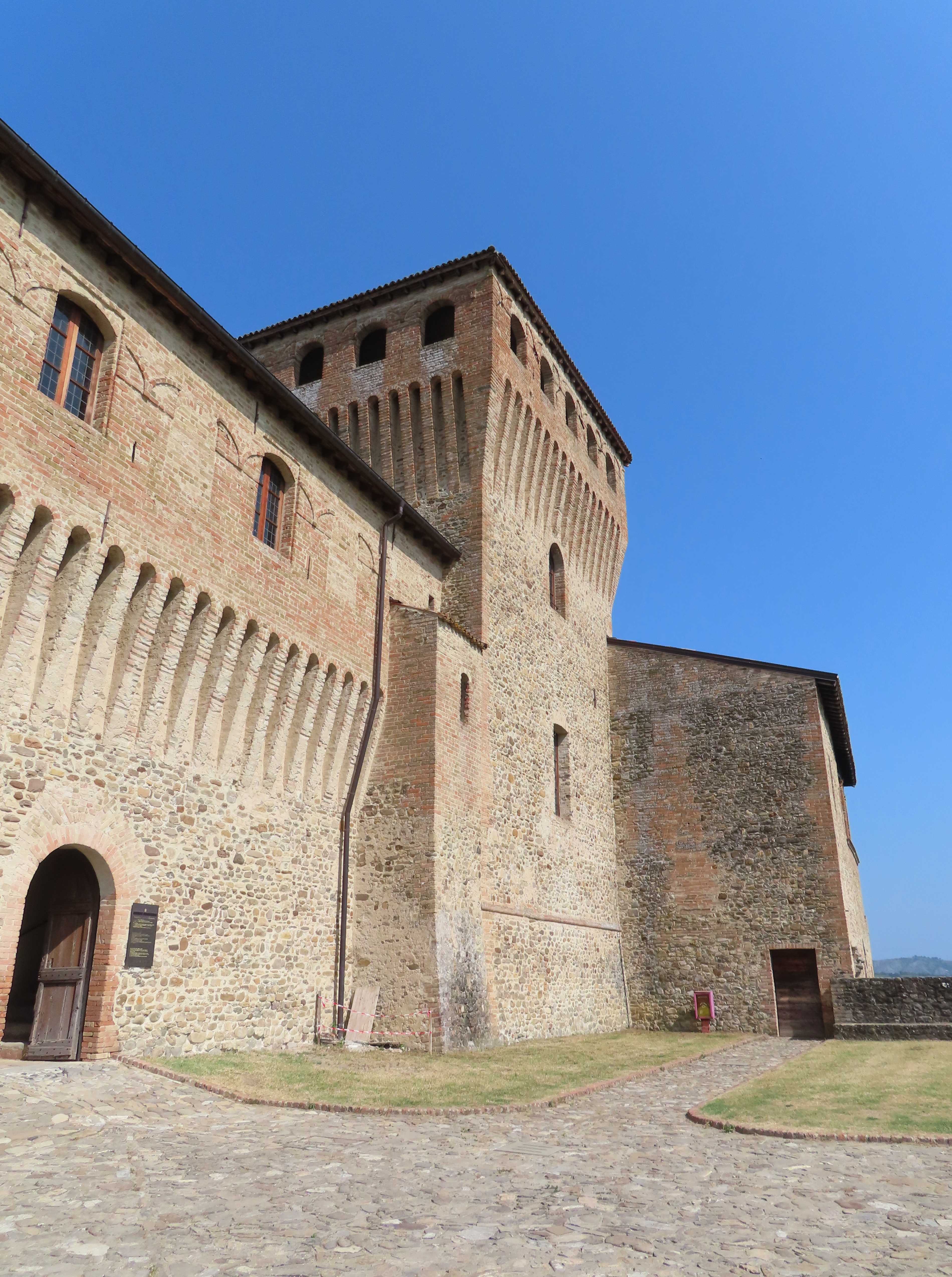
Torre di San Nicomede

La torre, posta all'estremità sud-est del castello, si affaccia verso l'alta Val Parma.
Deve il suo nome all'oratorio omonimo collocato alla sua base.

#### Torre della Camera d'Oro
La torre, posta all'estremità nord-est, si affaccia verso la Val Parma e la pianura.
Deve il suo nome alla presenza della famosa sala affrescata omonima, collocata al primo piano della struttura.

### Corte d'Onore

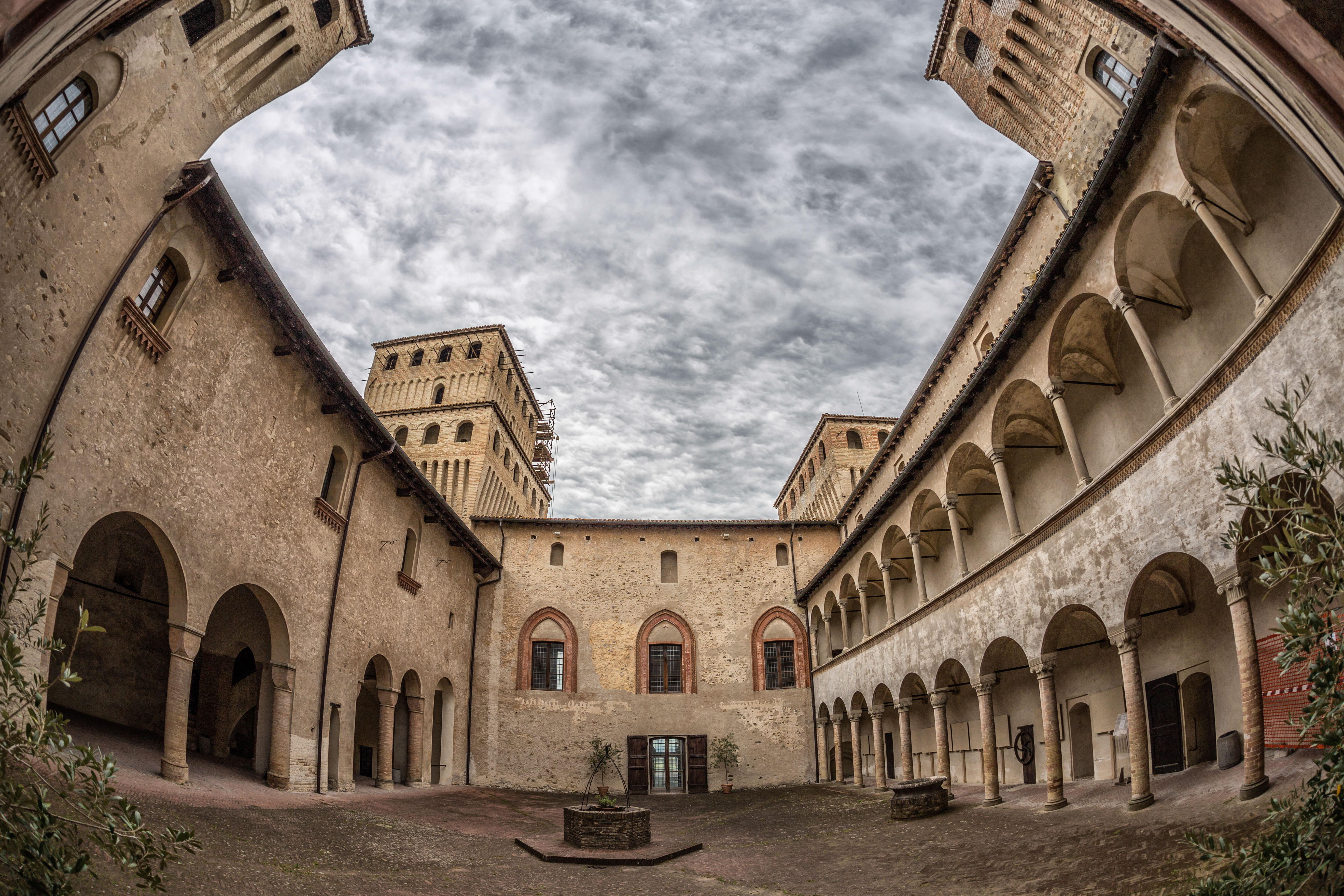
Lato nord della Corte d'Onore

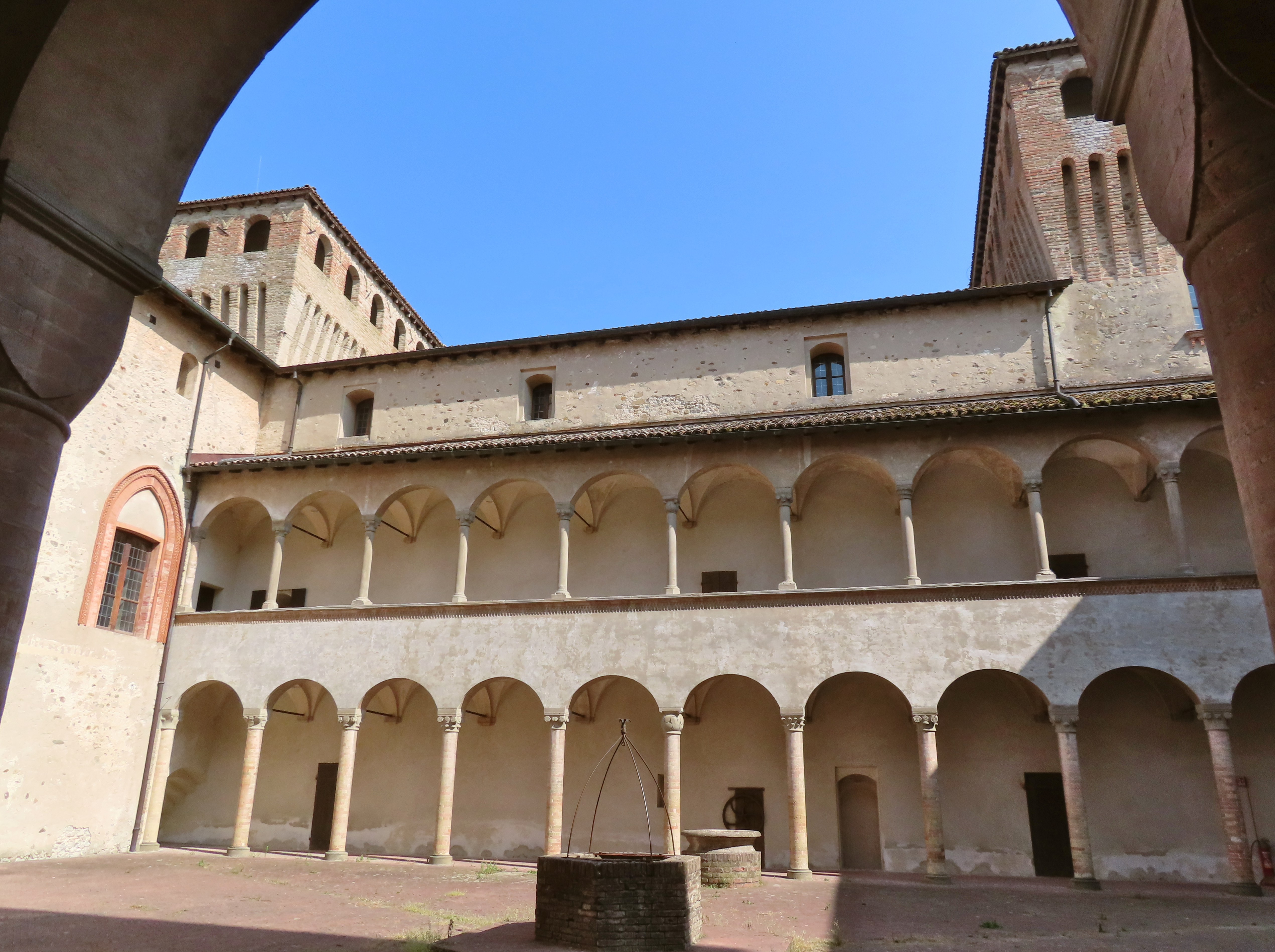
Lato est della Corte d'Onore

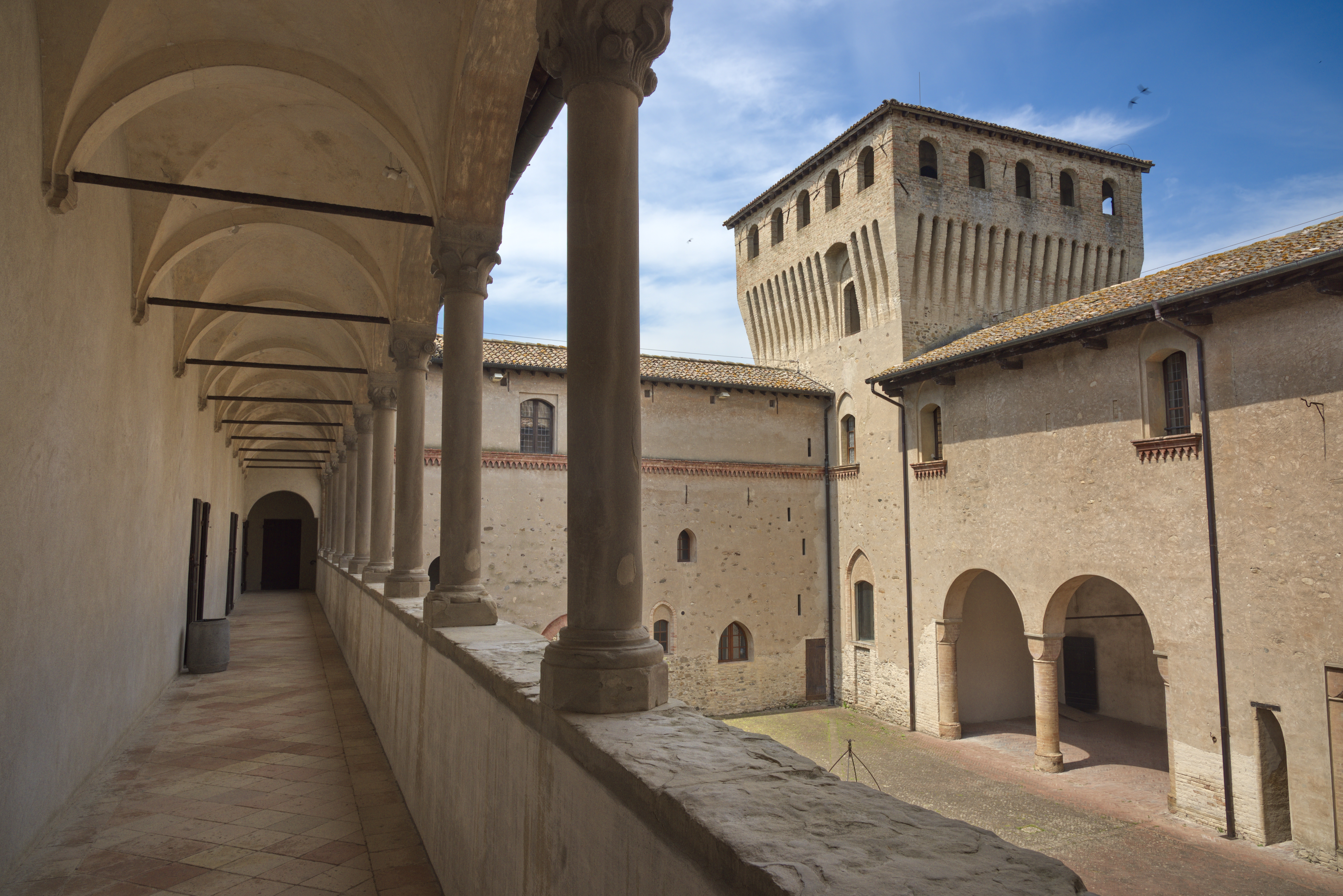
Loggiato est della Corte d'Onore

Il pianoro a sud dà accesso, attraverso un portale ad arco a tutto sesto posto al centro della facciata meridionale del castello, alla Corte d'Onore.
Lo spazio, esteso su una pianta rettangolare di 470 m², è dominato dalle torri angolari; al centro è collocato il pozzo in mattoni, profondo 66 m. Al livello terreno dei lati ovest ed est si aprono due diversi porticati.
Il grande porticato occidentale, ad arcate a tutto sesto di ampiezza variabile, è retto da massicce colonne in laterizio coronate da capitelli a cubo scantonato; al suo interno si trova un secondo pozzo, vicino al quale si innesta lo scalone; lo spazio, decorato con la sinopia dell'affresco raffigurante la Vergine in trono col Bimbo tra i santi Rocco e Sebastiano, attribuito a Jacopo Loschi, è coperto da ampie volte a crociera.
L'elegante porticato orientale, ad arcate a tutto sesto di ampiezza costante, è sostenuto da sottili colonne in mattoni, coronate da capitelli in arenaria scolpiti con disegni differenti, tra cui le iniziali intrecciate di Bianca Pellegrini e Pier Maria II de' Rossi; lo spazio è coperto da una serie di volte a crociera. Sul margine sud si trova una scala che conduce al loggiato del primo piano, che si affaccia sulla Corte d'Onore attraverso arcate analoghe a quelle del livello inferiore.
Il lato nord, di fronte all'ingresso ad arco ogivale, è caratterizzato dalla presenza al primo piano di tre ampie finestre delimitate da ampie cornici in cotto ad arco a sesto acuto, decorate con motivi ad archetti intrecciati.

### Oratorio di San Nicomede

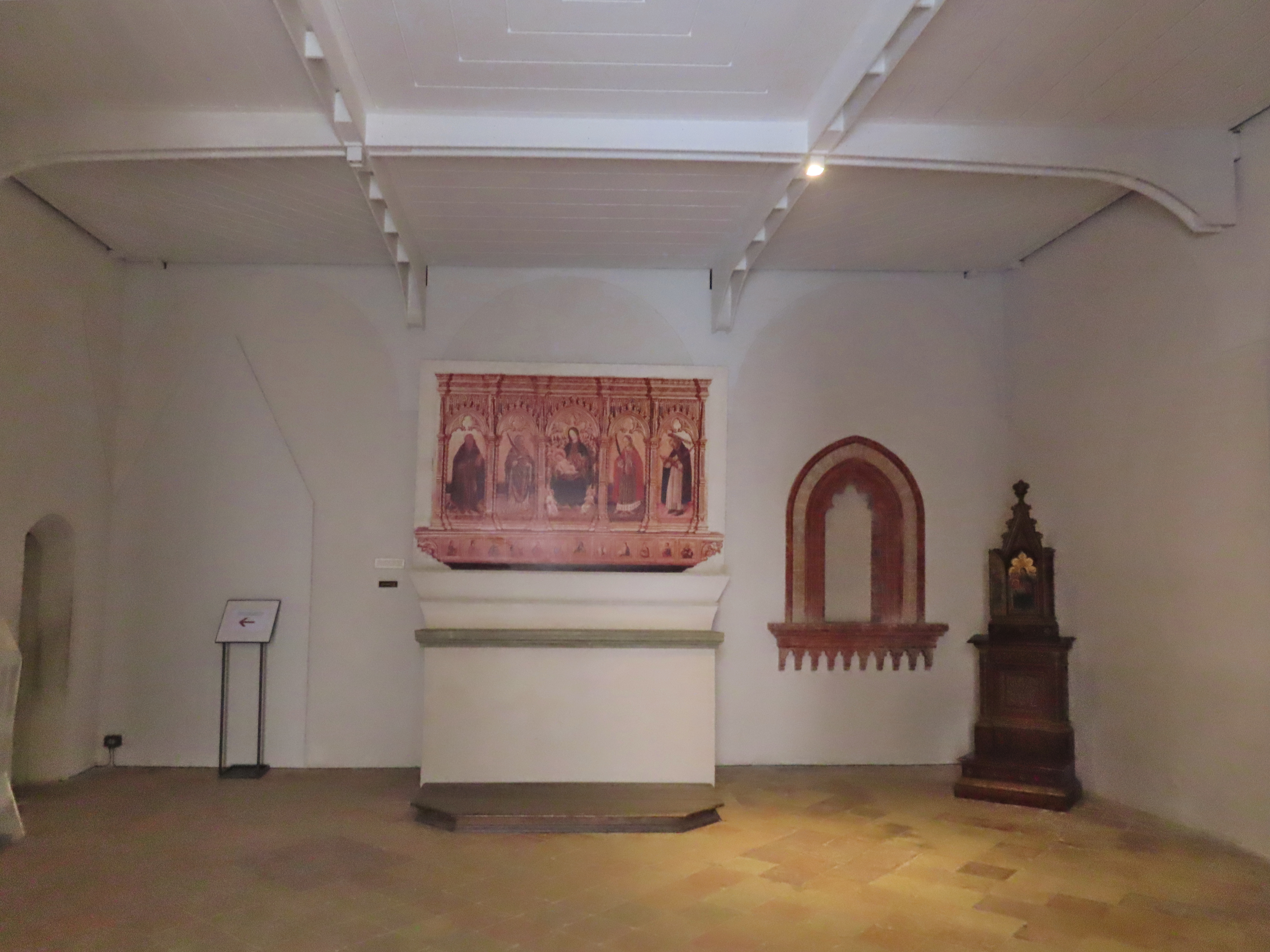
Oratorio di San Nicomede

L'oratorio, intitolato a san Nicomede, si sviluppa su una pianta quadrata, con ingresso sul margine sud del porticato orientale, ai piedi dell'omonima torre.
L'ambiente è accessibile attraverso un portale ad arco a tutto sesto, chiuso da un massiccio portone in legno, caratterizzato dalla presenza degli antichi chiodi decorati con le iniziali intrecciate dei due amanti, che secondo la tradizione furono sepolti sotto il pavimento della cappella.
L'oratorio dal 2014 è chiuso superiormente da un solaio piano a orditura bidirezionale, che simula l'originaria copertura crollata agli inizi del XIX secolo.
La spoglia sala contiene solo l'altare in muratura, accanto al quale si apre una nicchia gotica ad arco ogivale, delimitata da cornice in mattoni. Originariamente vi si trovavano anche altri arredi, alienati agli inizi del XX secolo. Dietro all'altare si stagliava un grande polittico dipinto nel 1462 da Benedetto Bembo, raffigurante al centro la Madonna in trono col Bambino circondati dagli angeli e ai lati i santi Antonio Abate, Nicomede, Caterina e Pietro Martire. Sulla sinistra, accessibile internamente dall'adiacente Sala di Giove, era collocata la tribunetta lignea realizzata intorno al 1475 probabilmente da Arduino da Baiso, costituita da due pareti di pannelli decorati con formelle simili a quelle della Camera d'Oro; ricostruita forse nel corso del XIX secolo, la struttura consentiva ai castellani di assistere alle funzioni religiose senza essere visti. Le due opere, rimaste invendute a un'asta del 1914, furono inizialmente collocate per alcuni anni a Firenze nel palazzo Davanzati e successivamente, dopo alcuni passaggi di proprietà, furono acquistate dal Comune di Milano per essere infine esposte nella Pinacoteca del Castello Sforzesco, ove ancora si trovano.

### Sale del piano terreno

#### Sala di Giove

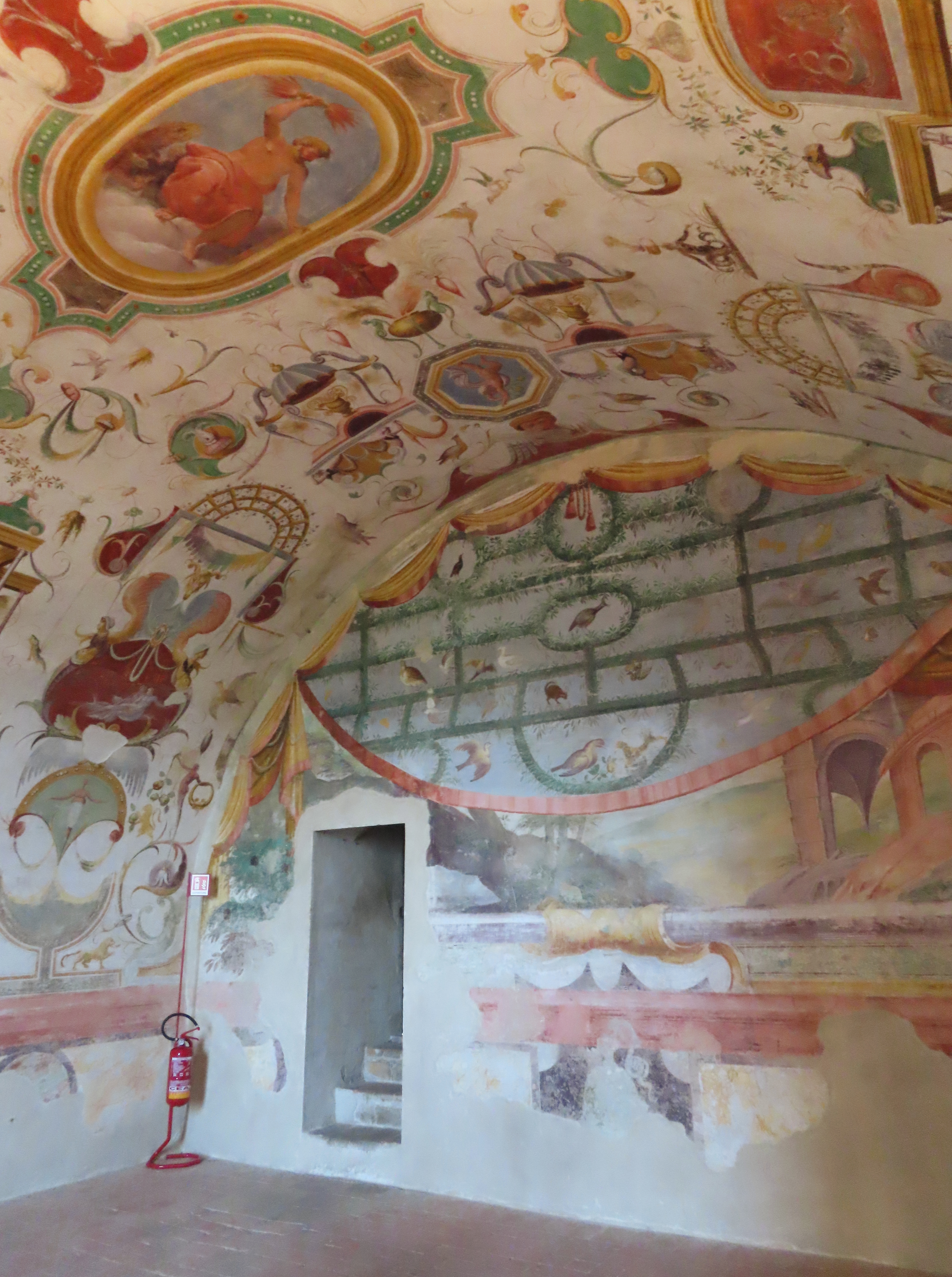
Sala di Giove

Accanto all'oratorio di San Nicomede si affacciano sul porticato est le tre "Sale a giorno", destinate alle dame di corte per la lettura, il ricamo e la musica; gli ambienti traggono il loro nome dai soggetti degli affreschi a grottesche che ne ornano le volte, realizzati da Cesare Baglioni e aiuti intorno al 1584, unitamente alle altre stanze del piano terreno a eccezione della Sala del Velario dipinta nel 1575.
La prima sala, comunicante a sud con la cappella, a sud-est con le prigioni e a nord con la Sala del Pergolato, è coperta da una volta a botte, al cui centro campeggia un ovale con cornice mistilinea, contenente, accanto a un'aquila, Giove su una nuvola intento a scagliare un fulmine.
Il resto della copertura e le ampie lunette da essa sottese sono riccamente decorati con simmetrici affreschi a grottesche di Cesare Baglioni e Innocenzo Martini, raffiguranti con colori accesi su uno sfondo bianco alti templi contenenti bracieri, bucrani, sfingi, ninfe, vasi, uccelli, cornucopie, edicole, intrecci di rami, arabeschi, nastri, animali fantastici e varie figure femminili. Si distingue la parete orientale, ornata con un dipinto rappresentante un'intelaiatura vegetale a sfondo celeste, che funge da appoggio per numerose specie di uccelli.

#### Sala del Pergolato

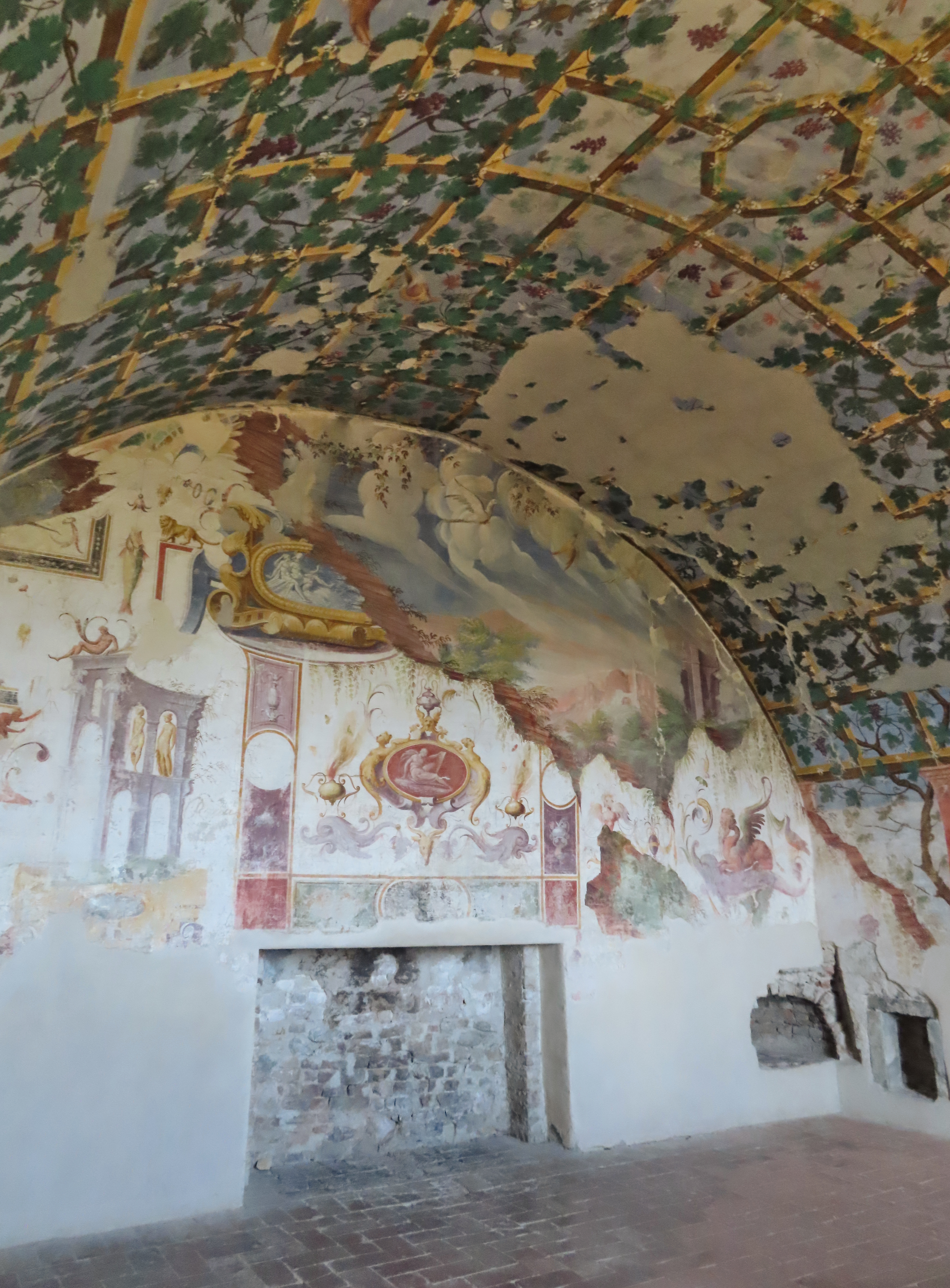
Sala del Pergolato

La seconda sala, collocata al centro dell'ala est, è coperta da una volta a botte, quasi interamente decorata con un affresco a trompe-l'œil raffigurante un pergolato, che interrompe irregolarmente le grottesche rappresentate sul contorno; i dipinti proseguono anche sulle grandi lunette sottese sulle due pareti.
Sulle fitte maglie quadrate della pergola lignea, retta da pilastri, si intrecciano i tralci di vite, ricchi di grappoli d'uva; sullo sfondo celeste volano numerosi uccelli di specie diverse, alcuni dei quali non autoctoni. Sul bordo le grottesche a sfondo bianco, spezzate dal trompe-l'œil, raffigurano sfingi, vasi e figure femminili e mitologiche, tra cui Marte e Venere.
Sulle pareti sono inoltre rappresentati finti paesaggi con rovine, piante e muri sbrecciati, simulando con maggior rilevanza l'effetto dello squarcio dei muri della sala.

#### Sala dei Paesaggi

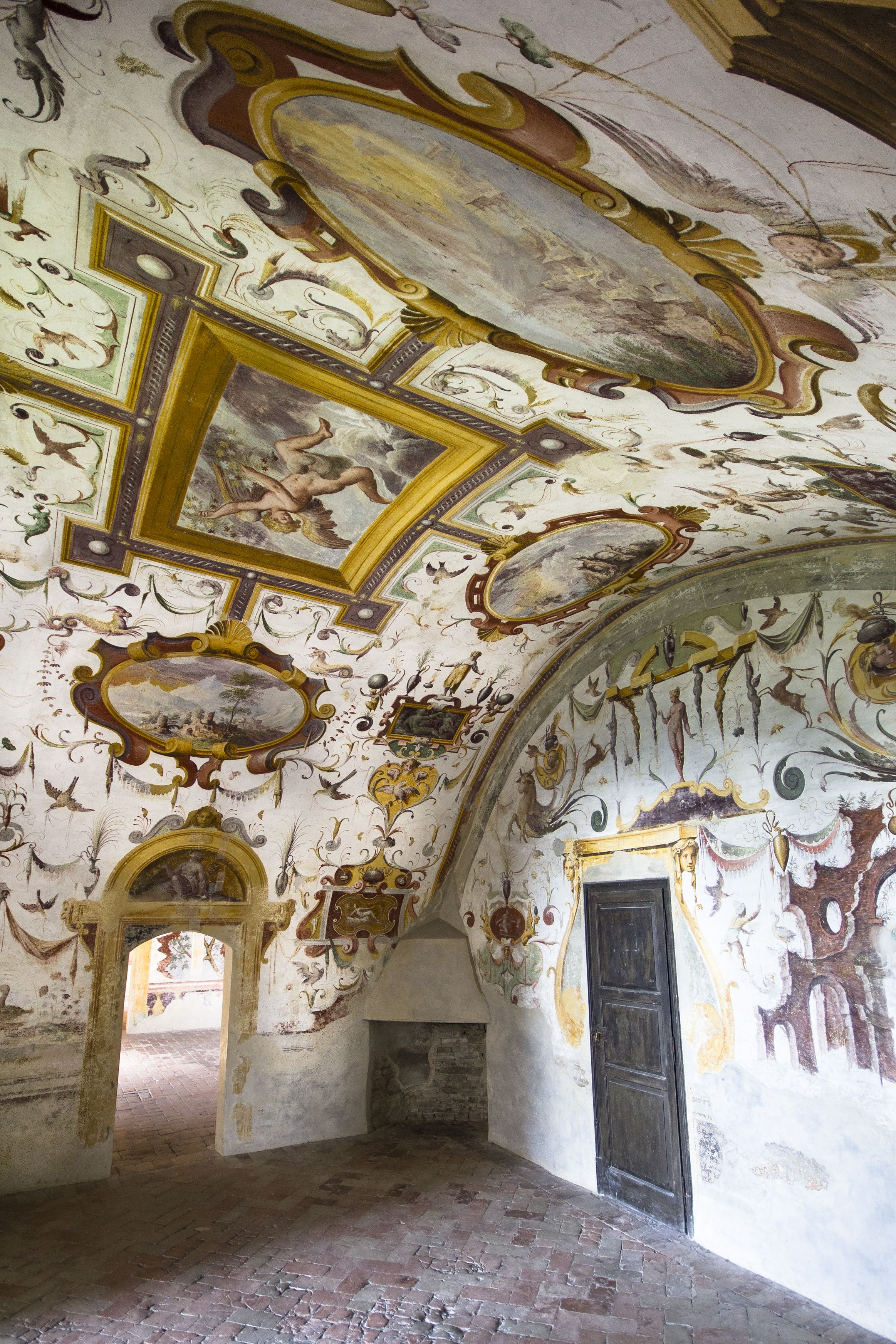
Sala dei Paesaggi

La terza sala dell'ala est è coperta da una volta a botte, al cui centro campeggia un rettangolo incorniciato, contenente un grande amorino in volo tra le nuvole recando nelle mani due mazzi di fiori campestri; sui quattro lati si stagliano altrettanti ovali raffiguranti rovine di edifici sullo sfondo di paesaggi immaginari, con ponti, corsi d'acqua, alberi e alti monti.
I simmetrici affreschi a grottesche, estesi sulla copertura e sulle pareti, rappresentano con colori accesi su uno sfondo bianco arabeschi, figure femminili, animali fantastici e, all'interno di cammei, lotte tra guerrieri e personaggi mitologici.

#### Sala della Vittoria

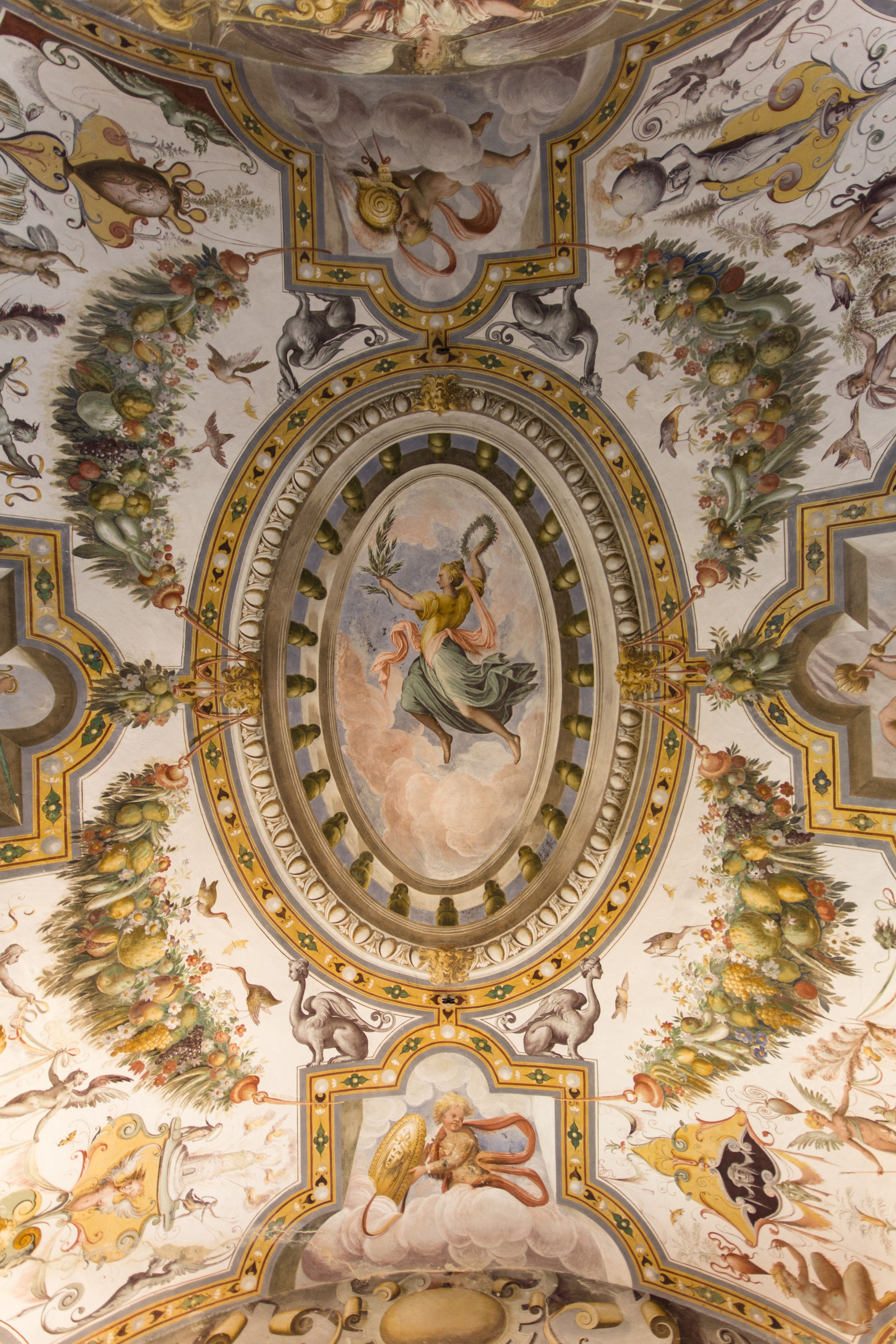
Volta della Sala della Vittoria

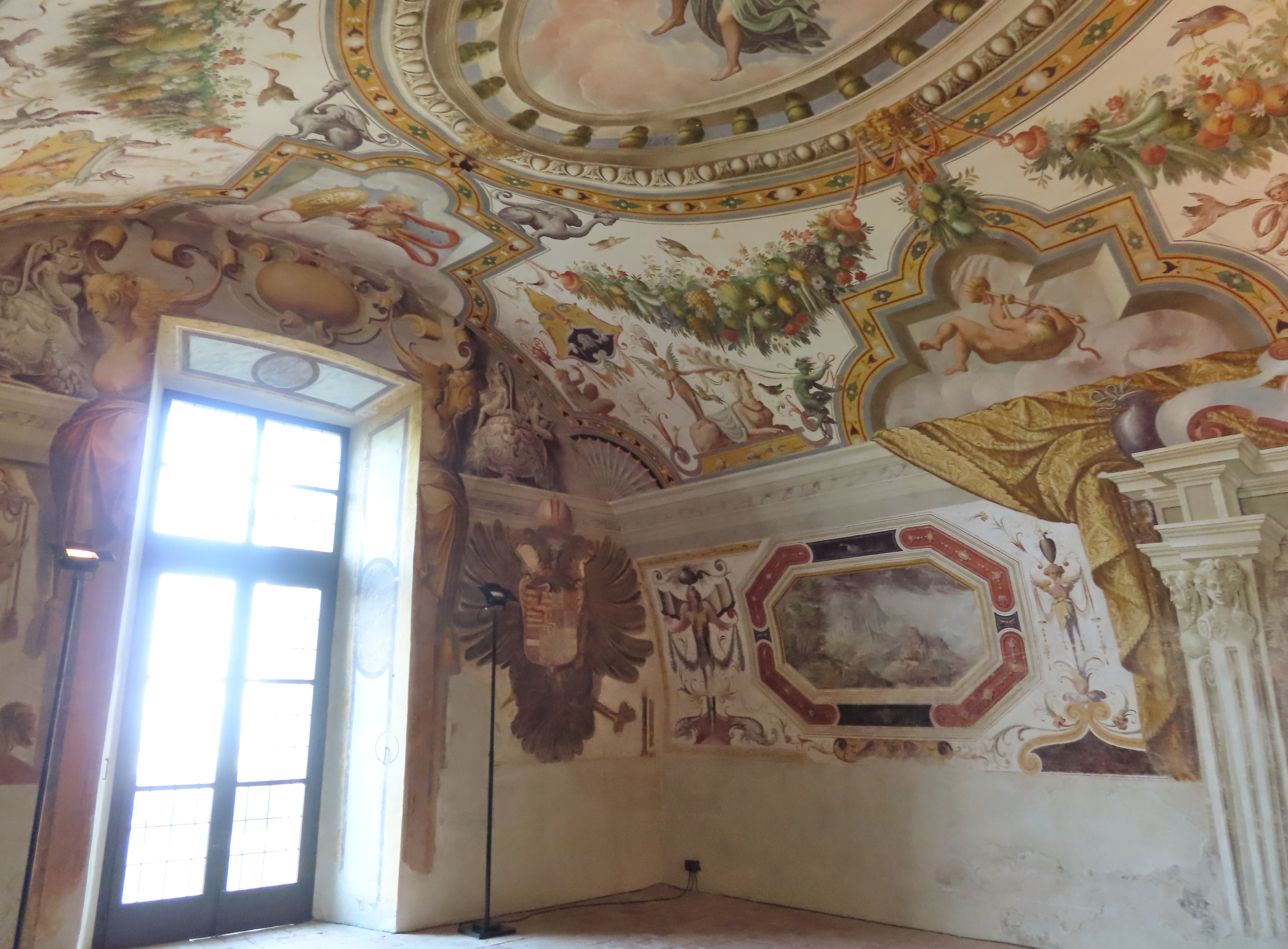
Sala della Vittoria

L'importante stanza, posta al piano terreno della torre della Camera d'Oro, nacque probabilmente quale sala da pranzo, in quanto comunica con i due ambienti di servizio che conducono alla cucina del castello.
La sala è coperta da un'ampia volta a botte, al cui centro campeggia un grande ovale con cornice doppia, contenente, oltre una finta balaustra retta da colonne, la Vittoria in volo tra le nuvole; la divinità reca nelle mani una corona d'alloro e un ramo di ulivo, rispettivamente allegorici della gloria terrena e della pace tra Dio e gli uomini, resa possibile dalla protezione del papa e dell'imperatore del Sacro Romano Impero.
Sulla copertura e sulle pareti si estende la ricca e solenne decorazione a grottesche. Intorno all'ovale centrale si trovano quattro grandi festoni con frutta e fiori, su cui scendono gli uccelli in volo; ai lati quattro cornici mistilinee racchiudono altrettanti putti in volo tra le nubi, recanti una spada, un elmo, una mazza e uno scudo; sulle estremità si trovano quattro grandi sfingi affiancate da figure mitologiche e fantastiche.
Sulla porta di accesso alla Sala dei Paesaggi si staglia nell'ampia lunetta la raffigurazione della Fama, che, seduta su una conchiglia tra prigionieri incatenati, suona una sottile tromba annunciando la vittoria.
Ai lati della finestra posta sulla parete di fronte sono rappresentati i due grandi stemmi dell'imperatore Rodolfo II d'Asburgo e del papa Gregorio XIII, simboleggianti rispettivamente il potere temporale e quello spirituale.
L'ambiente conserva infine un camino cinquecentesco, sulla cui cappa è dipinto un paesaggio.

#### Sala degli Angeli

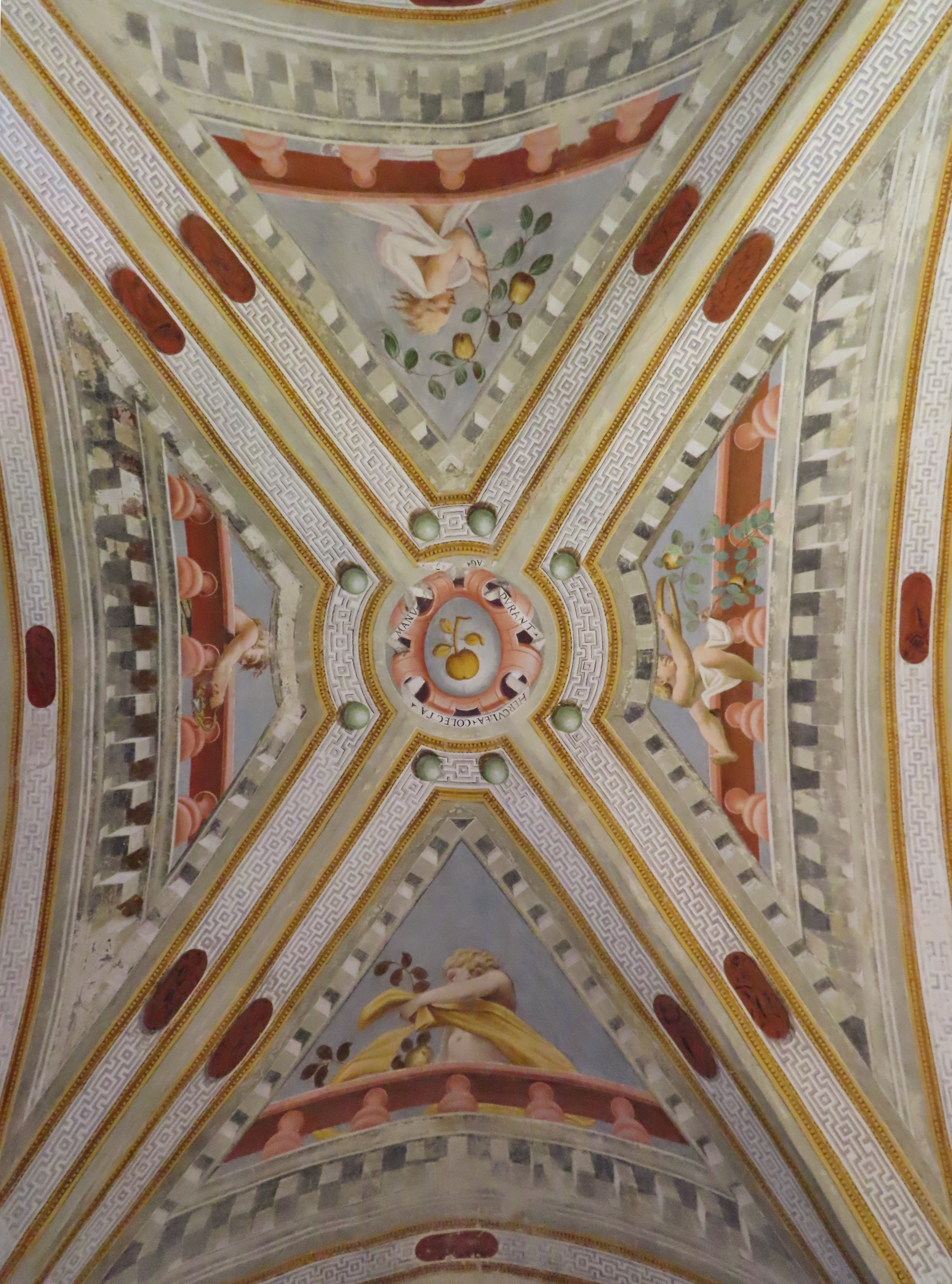
Volta della Sala degli Angeli

La Sala della Vittoria si apre sulle due stanze di servizio, collocate al livello terreno dell'avancorpo aggettante dalla torre della Camera d'Oro; gli ambienti, comunicanti il primo con lo spalto orientale, un tempo coltivato a orto, e il secondo con la cucina, benché destinati alla preparazione di cibi e bevande, furono riccamente decorati da Cesare Baglioni con affreschi celebrativi della famiglia Sforza di Santa Fiora.
La prima sala è coperta da una volta a crociera, ornata con dipinti raffiguranti, uno per spicchio, quattro putti, impropriamente definiti angeli benché privi di ali; le figure, appoggiate su balaustre, recano tra le mani tre rami di melo cotogno, un anello con diamante e una corona da conte.
Le vele sono separate da larghe cornici riccamente decorate, che convergono in chiave di volta in un cartiglio circondato dalla scritta Herculea colecta durant manu fragrantia ("Le gesta valorose degli Sforza emanano ancora profumo"); nel mezzo si staglia un altro ramo di melo cotogno, simbolo, insieme al leone, degli Sforza di Santa Fiora.
Le lunette sottese sulle pareti sono ornate con affreschi raffiguranti prospetticamente una balaustra marmorea perimetrale, scandita da pilastri di sostegno riccamente decorati; su di essa poggiano lateralmente alcuni uccelli esotici, tra cui pavoni e pappagalli, e centralmente quattro grandi cartigli contenenti stemmi degli Sforza e delle famiglie loro imparentate.

#### Sala del Velario

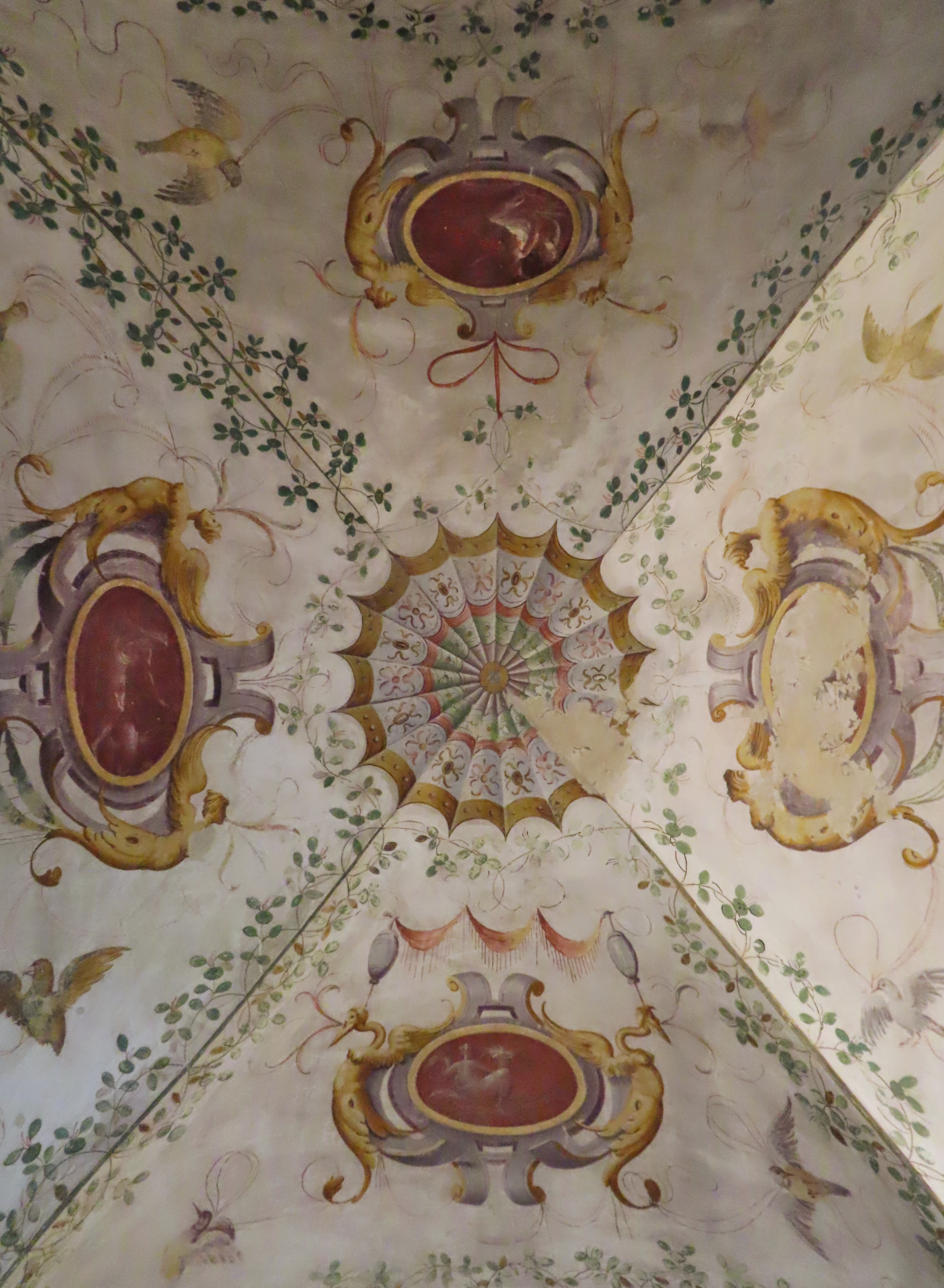
Volta della Sala del Velario

La seconda sala è coperta da una volta a crociera, ornata con affreschi raffiguranti in centro di volta un velario dipinto a cerchi concentrici. Negli spicchi laterali, separati da esili rami intrecciati, si stagliano nel mezzo, tra piccoli uccelli in volo, quattro cartigli, affiancati da figure mitologiche.
Le lunette sottese sulle pareti sono ornate con affreschi raffiguranti prospetticamente una balaustra perimetrale, scandita da pilastri di sostegno riccamente decorati; su di essa poggiano centralmente quattro grandi vasi decorati con gli stemmi degli Sforza di Santa Fiora e delle famiglie imparentate: i de Nobili di Montepulciano, gli Asburgo d'Austria e i Farnese.

#### Cucina

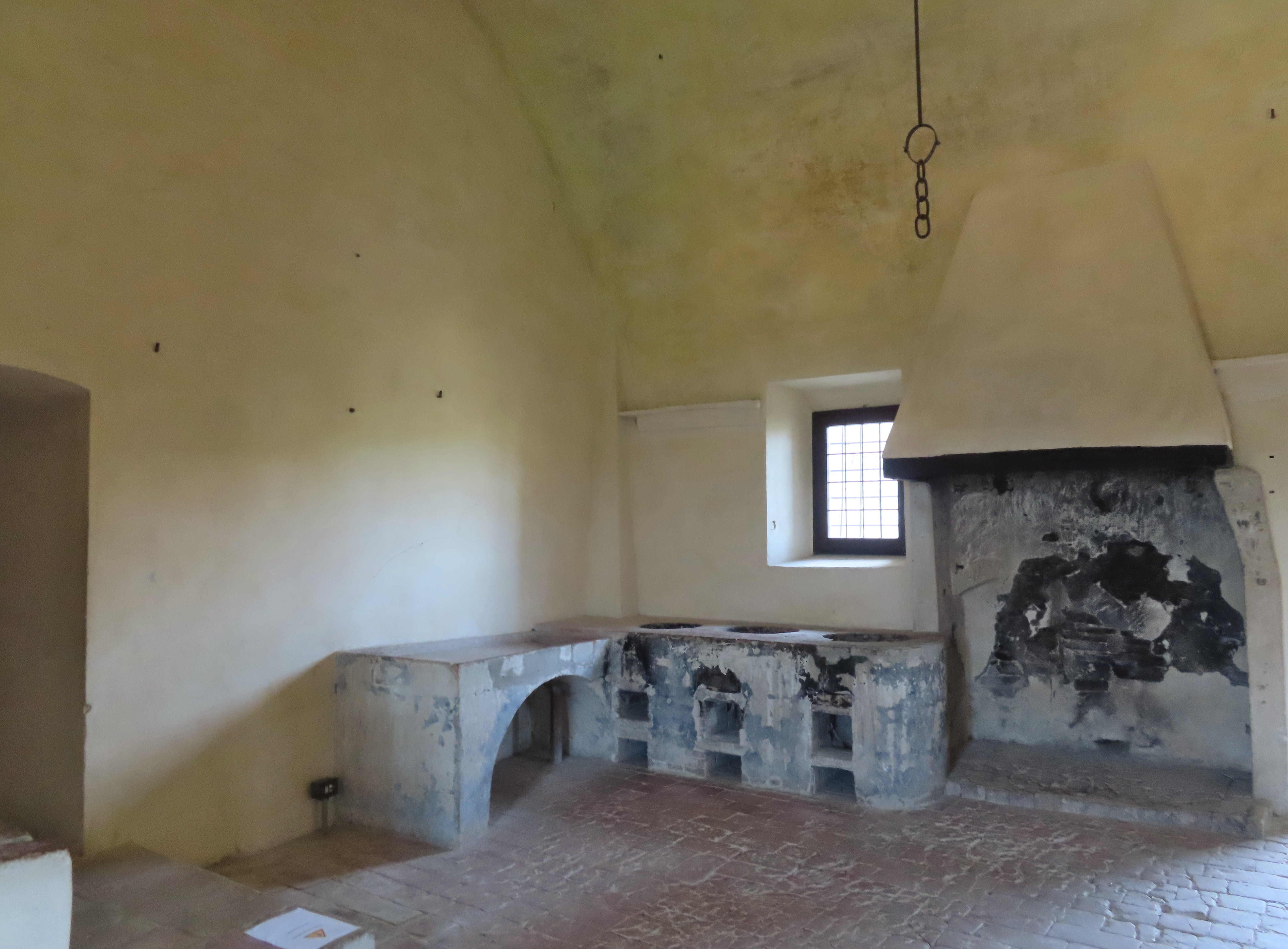
Cucina

La cucina, collocata al piano terreno dello spigolo nord-est, è collegata con la Sala del Velario a sud, con le dispense a nord, con lo spalto settentrionale a ovest, adibito originariamente a frutteto, e, attraverso una scala a est, con una seconda cucina al livello inferiore e con gli alloggi della servitù a quello superiore.
L'ambiente rustico conserva il grande camino in pietra, il focolare coi fornelli, lo scaldavivande e il lavello in muratura, con il piano inclinato per consentire all'acqua di scorrere.

#### Salone degli Stemmi

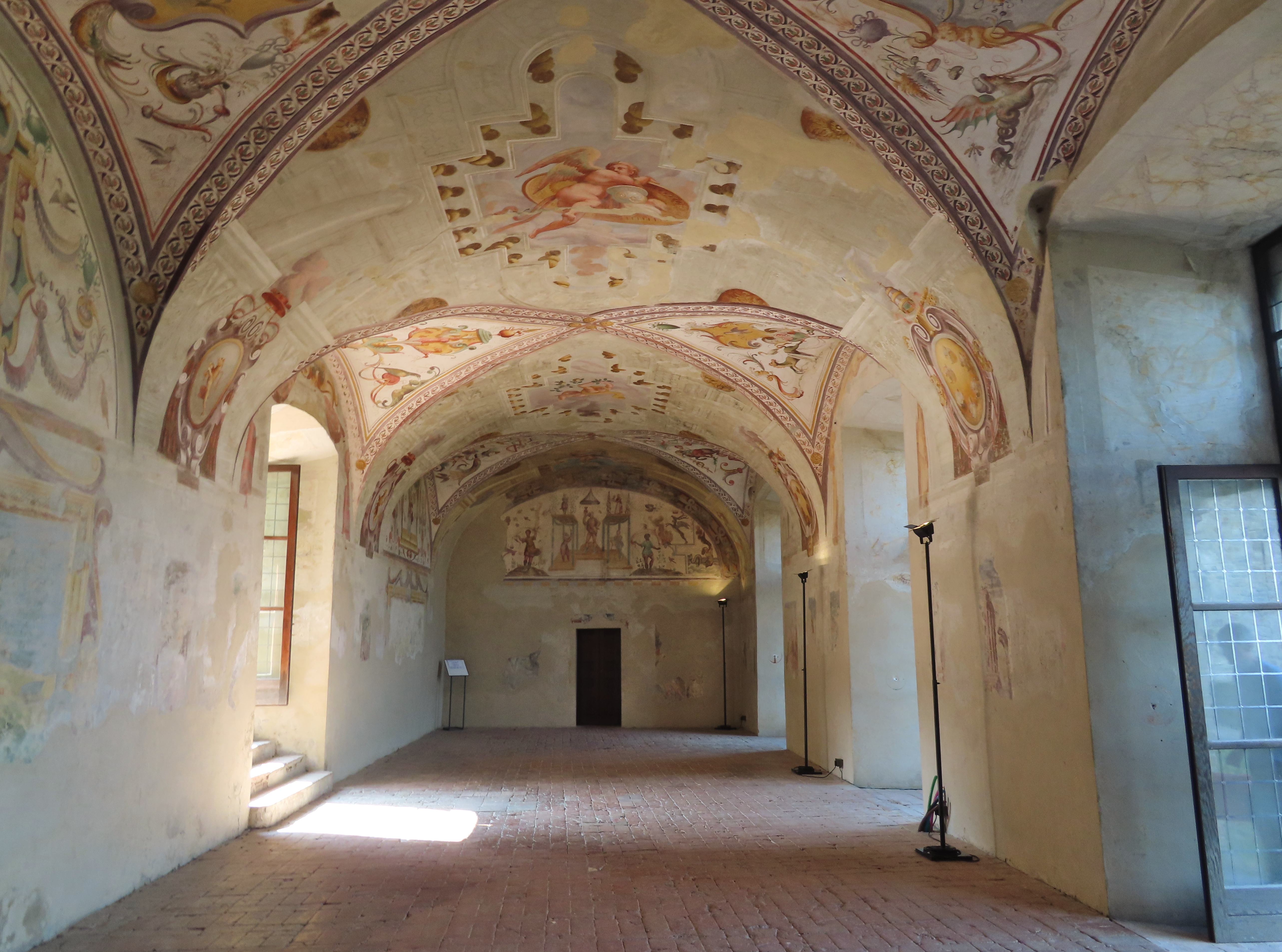
Salone degli Stemmi

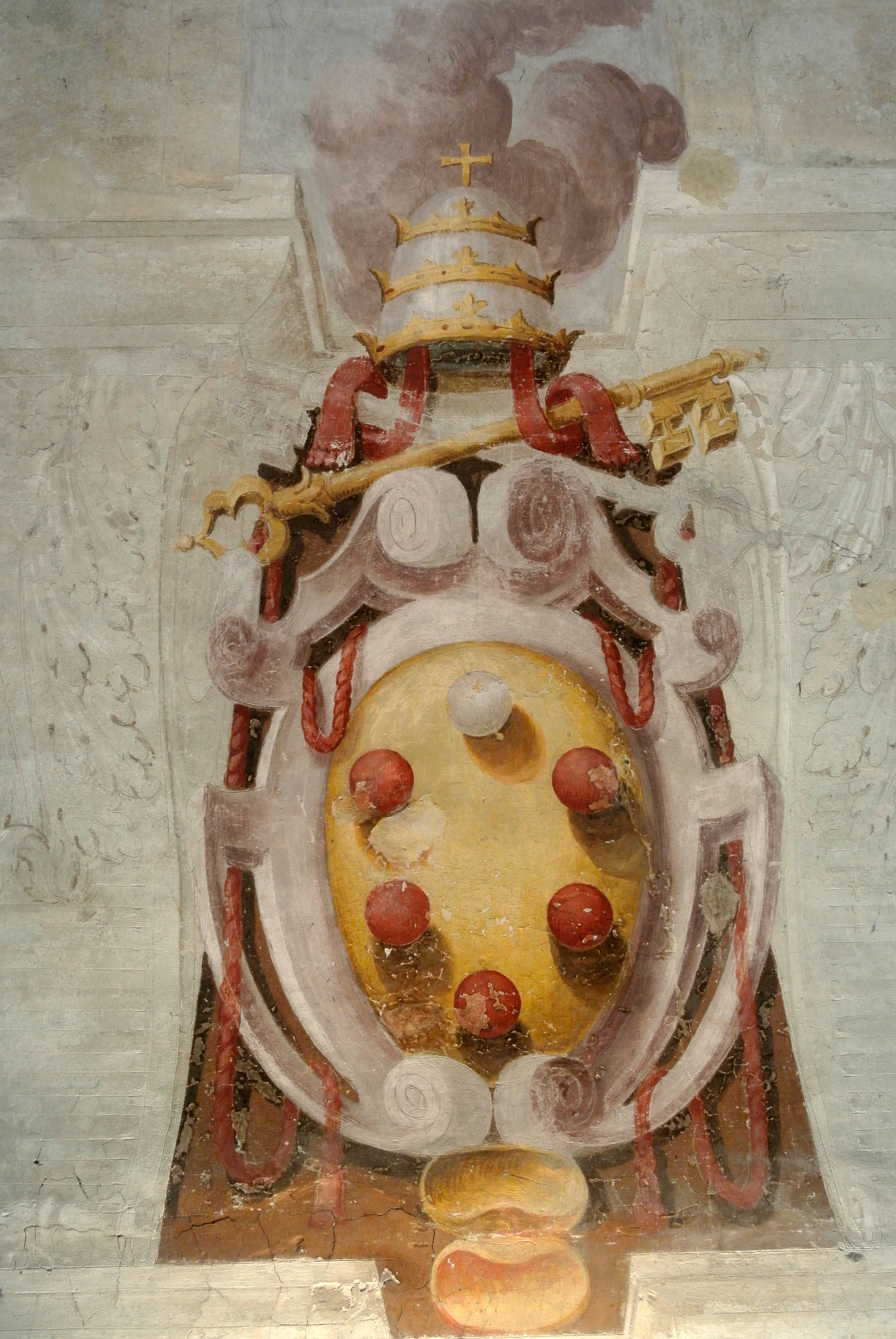
Lo stemma del papa Pio IV Medici nel Salone degli Stemmi

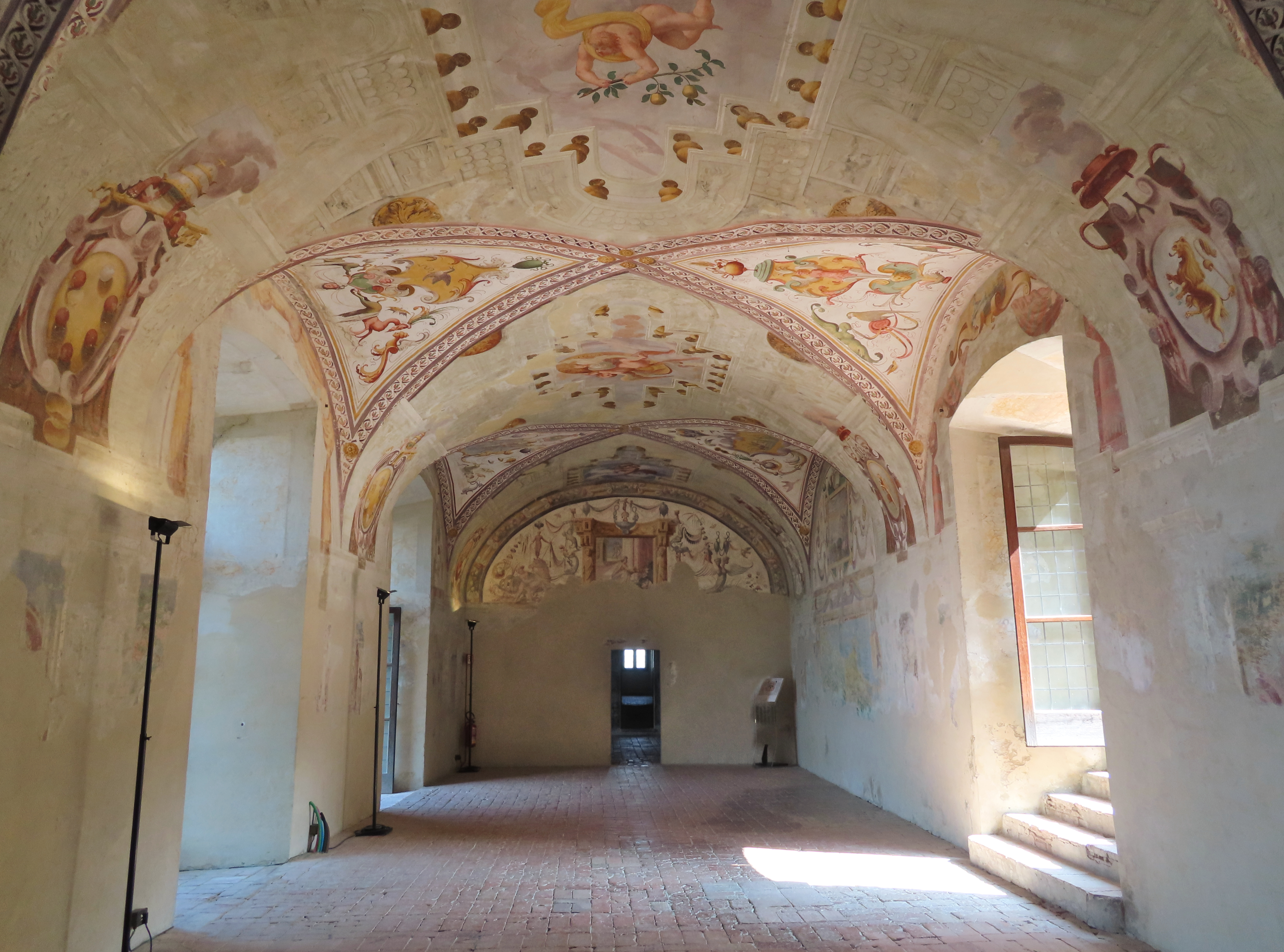
Salone degli Stemmi

Il grande salone si allunga nell'ala nord tra la torre della Camera d'Oro e la torre del Leone; l'ambiente, nato quale sala di rappresentanza, si affaccia con un portale centrale sulla Corte d'Onore e con tre simmetriche portefinestre sullo spalto settentrionale.
La stanza è chiusa superiormente da una volta a botte lunettata in corrispondenza delle tre aperture; le pareti e la copertura sono interamente ornate con affreschi realizzati probabilmente da Giovanni Antonio Paganino, più volte collaboratore di Cesare Baglioni.
Il soffitto presenta quattro grandi riquadri con cornice mistilinea, retti da finte architetture con colonnati prospetticamente scorciati; al centro di ognuno si staglia tra le nubi, dietro alla balaustra perimetrale, un putto alato recante un'arma e uno scudo.
Le lunette della volta e delle pareti sono decorate a grottesche; tra le numerose figure rappresentate, si notano alcune scene dai tratti fortemente ironici, tra cui un ragazzo a cavallo di un ariete e un teatrino con un guitto musicista e un nano barbuto.
Ai fianchi del portale della parete sud sono raffigurate, al centro di ampi riquadri incorniciati, due grandi carte geografiche di regioni italiane.
Il salone è caratterizzato dagli otto grandi stemmi raffigurati sui lati. Nella metà orientale si trovano gli emblemi degli Sforza di Santa Fiora: il primo, ricchissimo di insegne delle famiglie loro imparentate, è circondato dal Toson d'oro; il secondo è riferito al cardinale Guido Ascanio Sforza di Santa Fiora, mentre il terzo a un altro importante prelato della famiglia; il quarto risulta ormai cancellato. Nella metà occidentale si trovano invece gli emblemi di quattro papi significativi per la casata: Gregorio XIII Boncompagni, suocero di Costanza, sorella del committente Francesco, nominato cardinale proprio da Gregorio; Paolo III Farnese, bisnonno di Francesco; Pio IV Medici, imparentato con gli Sforza tramite Caterina, moglie di Giovanni de' Medici; Giulio III del Monte, fratello della bisnonna di Francesco.

#### Sala didattica
La stanza, nota anche come sala della Confraternita dei Vignaioli della Torrechiara, è collocata alla base della torre del Leone.
Nell'ambiente sono esposte a scopo didattico numerose illustrazioni informative della storia del castello e delle sue opere d'arte.

### Scuderie

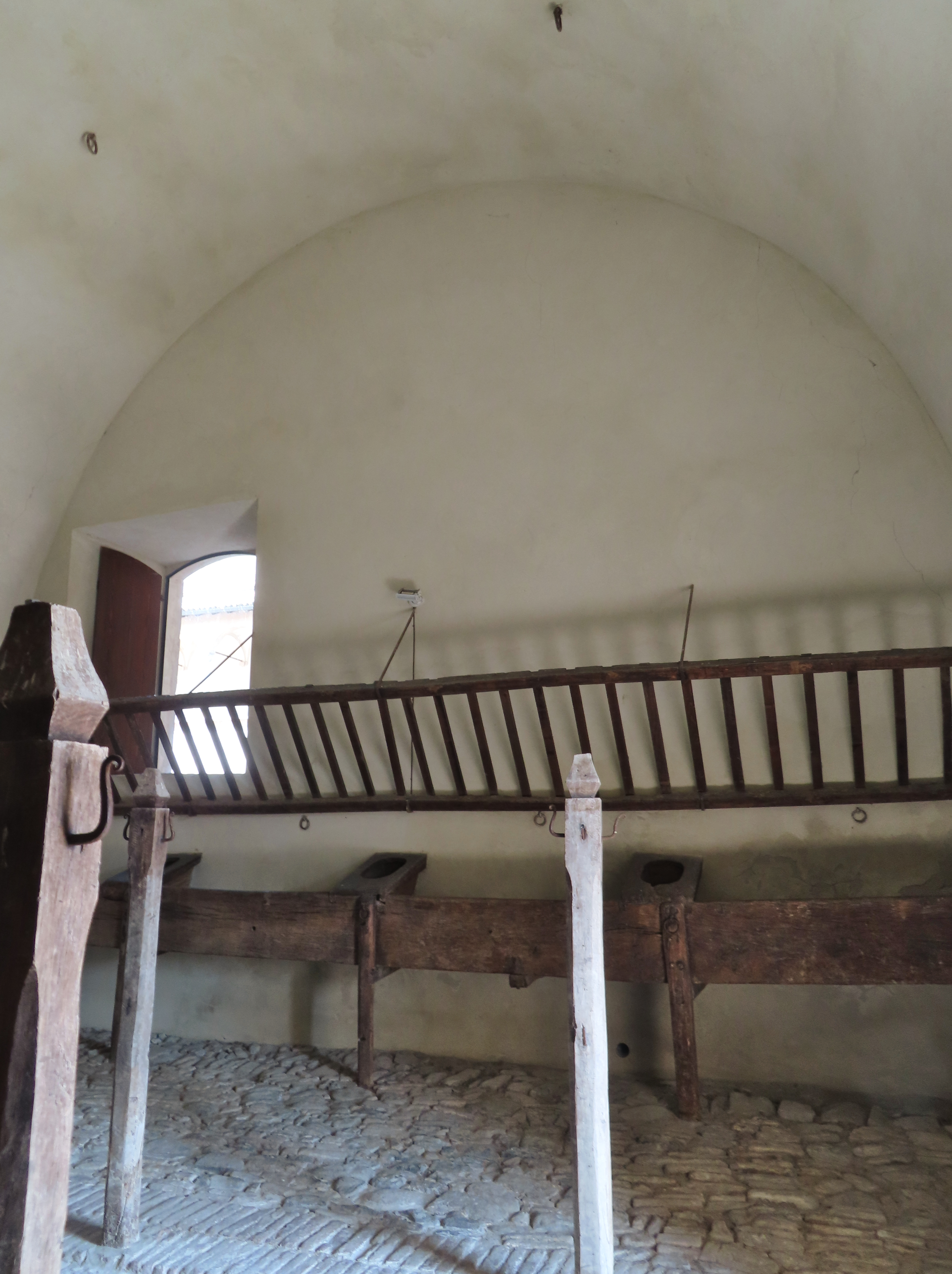
Scuderie

Le scuderie, accessibili dal porticato occidentale, sono collocate alla base della torre del Giglio.
Il vasto ambiente, destinato a ospitare fino a 10 cavalli, è pavimentato in ciottoli da fiume; vi si trovano, addossati alle pareti, le antiche mangiatoie e gli abbeveratoi in legno.

### Sale del piano nobile

#### Sala della Sera

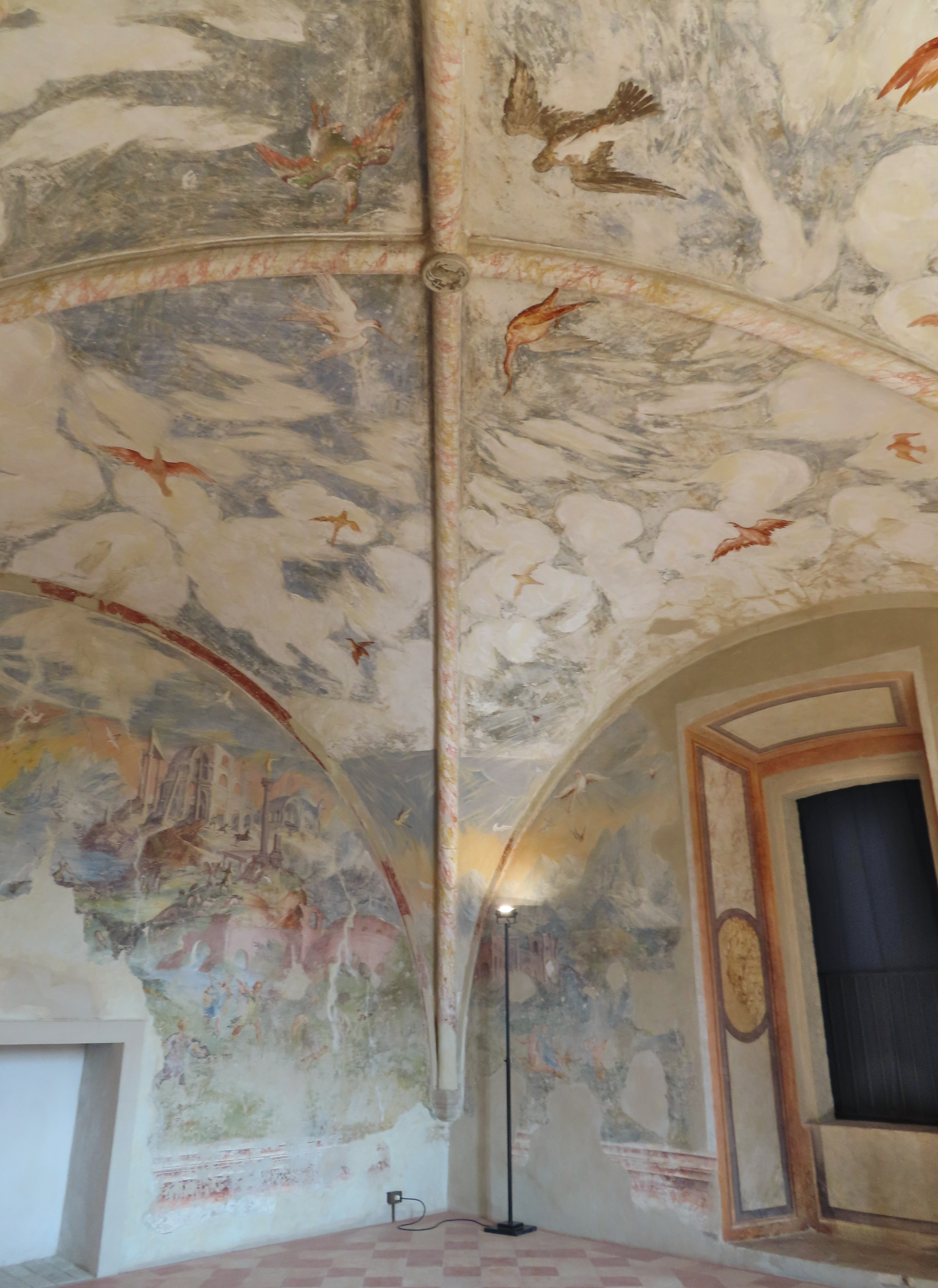
Sala della Sera

Il loggiato al primo piano del lato orientale della Corte d'Onore dà accesso a quattro ambienti denominati "Sale della caccia e della pesca", per via degli affreschi che ne ricoprono le volte e le pareti, realizzati da Cesare Baglione; i dipinti, molto simili tra loro, si differenziano per le diverse sfumature del cielo, riferite a quattro diversi momenti della giornata.
Il percorso completo, creato appositamente alla fine del XVI secolo, in occasione della decorazione delle sale, dividendo in due piani l'alto oratorio di San Nicomede posto all'interno dell'omonima torre, fu interrotto agli inizi del XIX secolo dal crollo del solaio cinquecentesco; per circa due secoli l'infilata di stanze rimase priva della conclusiva Sala della Sera, mentre la cappella, a doppia altezza, rimase coperta dagli affreschi a soggetto non religioso. In occasione del restauro del 2014, i due ambienti furono nuovamente separati, ricostruendo il solaio intermedio e ripristinando le aperture cinquecentesche.

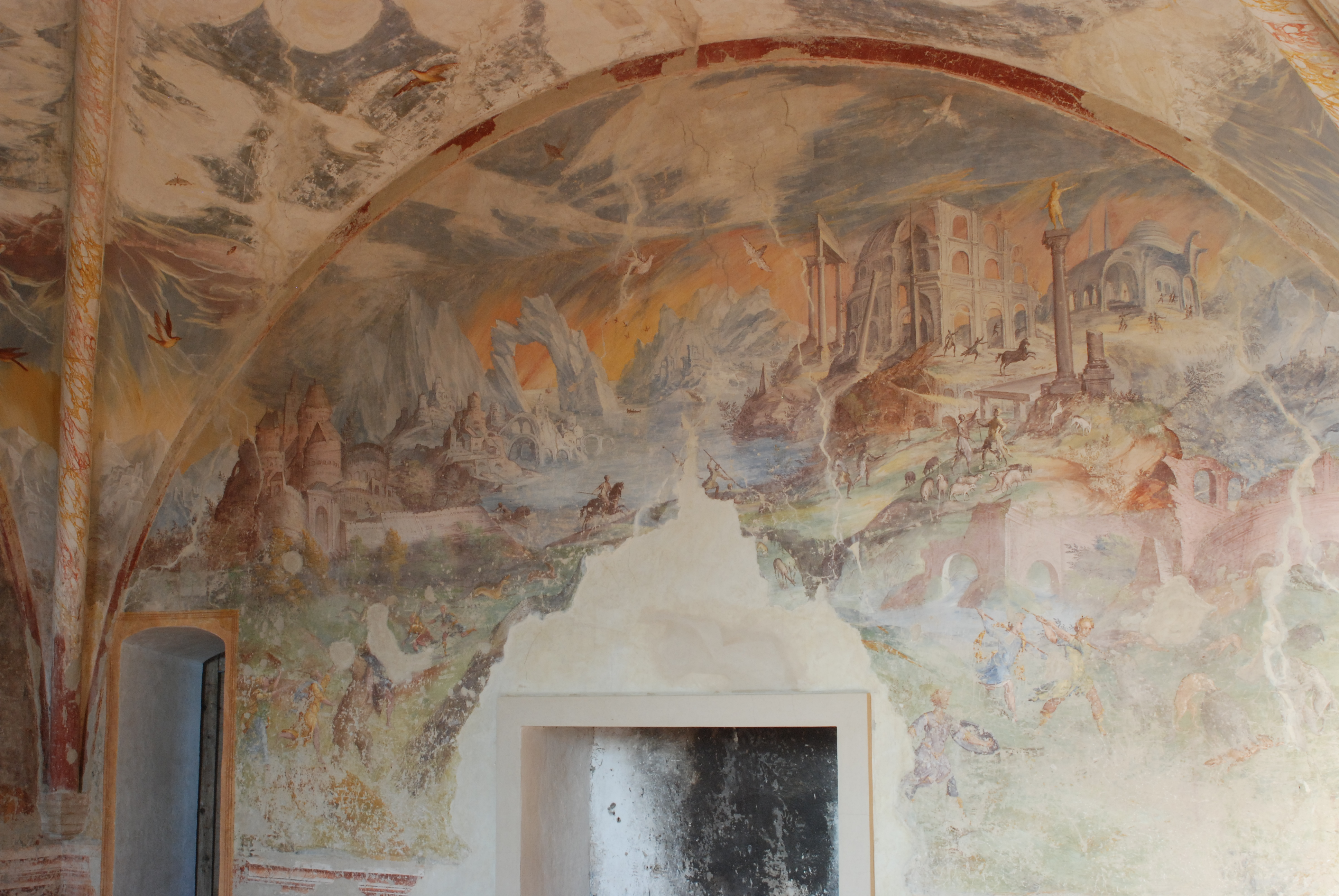
Sala della Sera

La Sala della Sera, primo ambiente che si affaccia sul loggiato a partire dalla scala del porticato orientale, è coperta da una volta a crociera con costoloni, che convergono in chiave di volta in un medaglione decorato con una testa di agnello, unica testimonianza della quattrocentesca origine religiosa dell'ambiente.
Il soffitto è interamente ornato con affreschi rappresentanti un cielo blu scuro solcato da fitte nubi bianche e numerosi uccelli in volo.
I dipinti che ricoprono le grandi lunette parietali raffigurano, in perfetta continuità con la volta, paesaggi fantastici, con scene di caccia, che si svolgono tra rovine di castelli, ponti e monumenti; sullo sfondo, si elevano alti e ripidi monti dall'aspetto irreale.
La sala si apre sull'ambiente intermedio di comunicazione col loggiato esterno di sud-est attraverso una finestra, ripristinata durante i restauri, decorata con affreschi in continuità con i muri circostanti. Nella stanza è inoltre presente sulla parete nord un camino, chiuso agli inizi del XIX secolo e ricostruito nel 2014.

#### Sala del Vespro

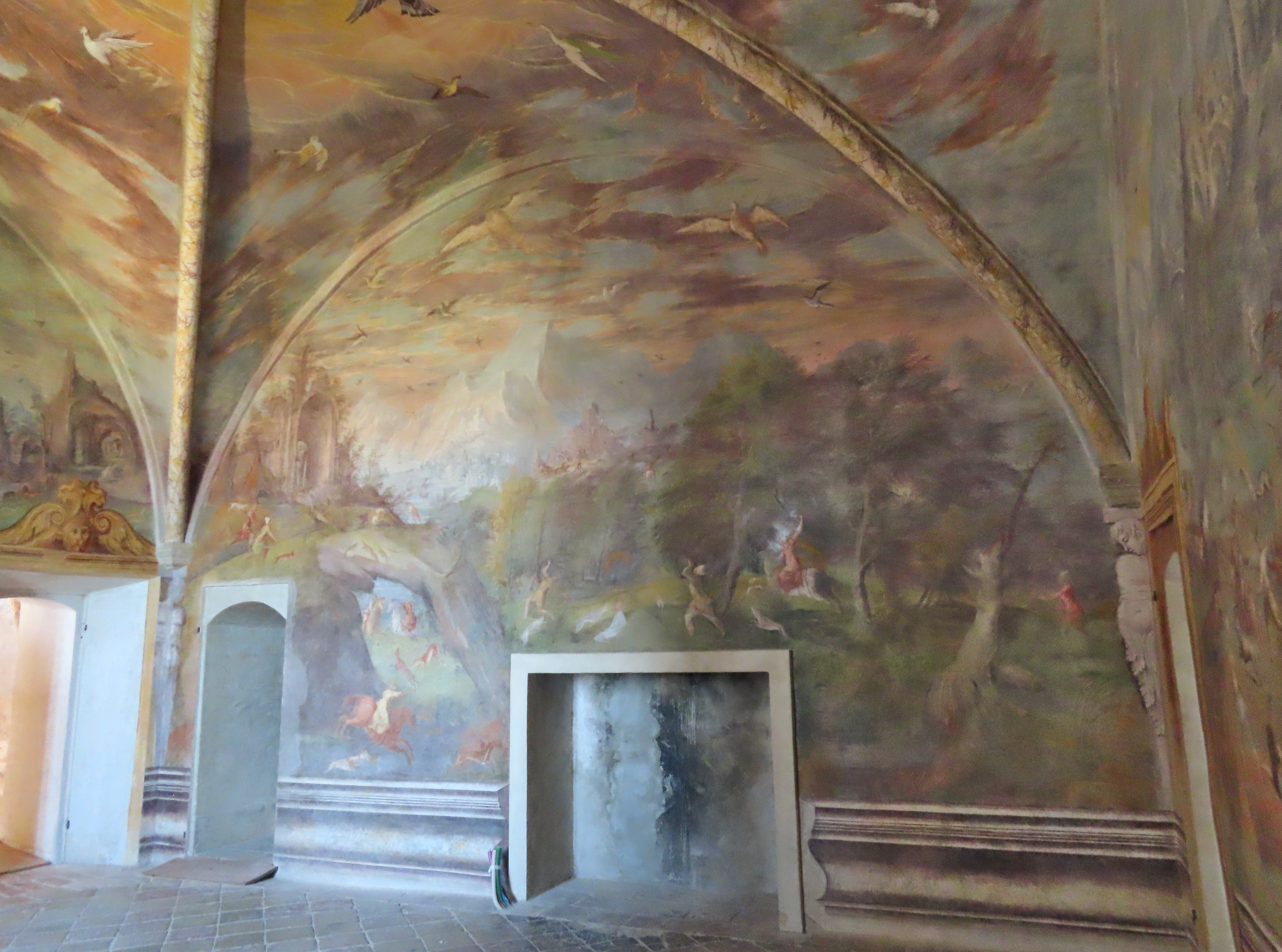
Sala del Vespro

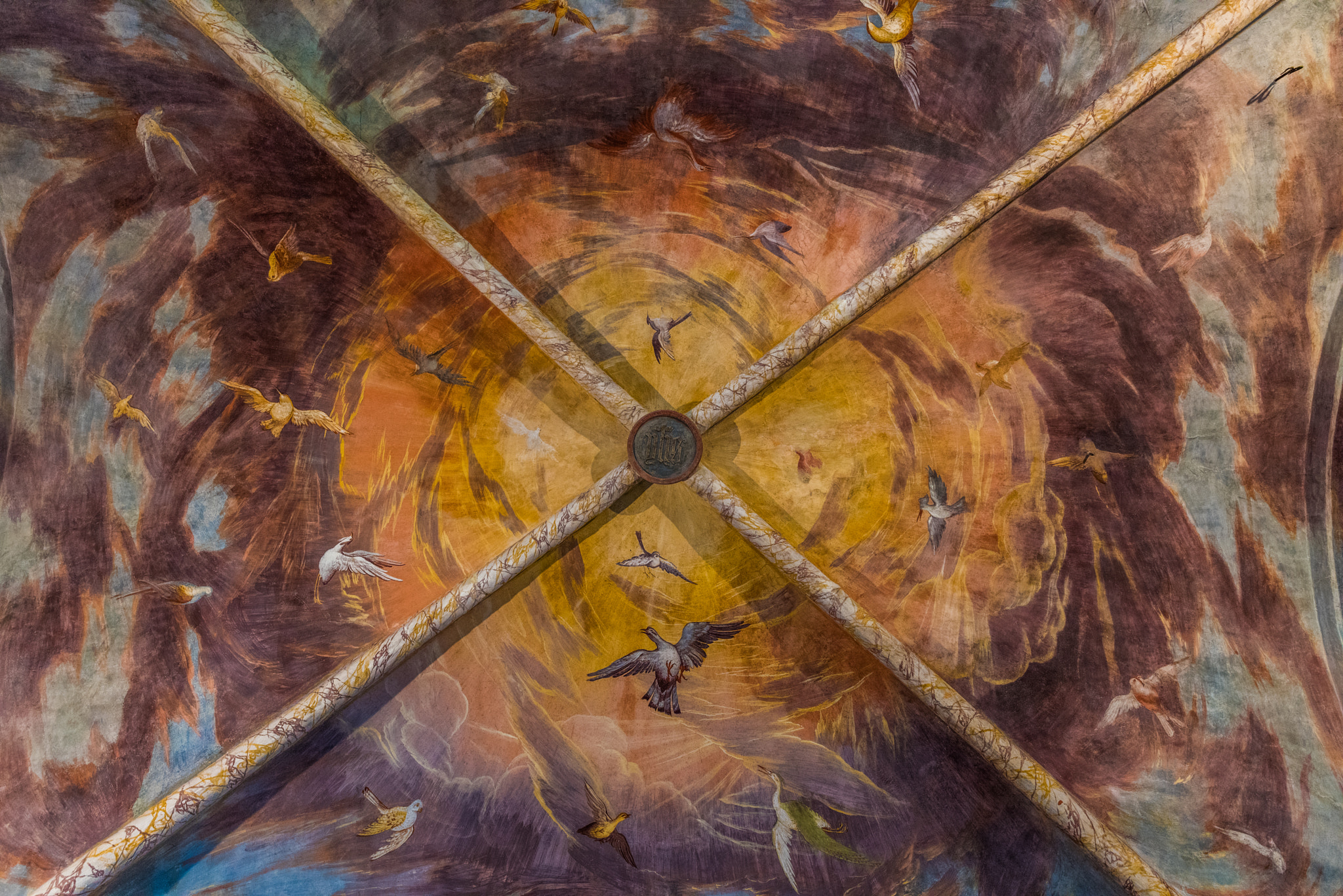
Volta della Sala del Vespro

La seconda sala da sud si apre, oltre che sulla Sala della Sera e sulla Sala del Meriggio, sull'ambiente intermedio di comunicazione col loggiato esterno di sud-est, che si affaccia a 270° su tutta l'alta Val Parma.
L'ambiente è coperto da una volta a crociera con costoloni, decorata con un affresco raffigurante in chiave di volta il sole, circondato concentricamente da tutte le sfumature del tramonto, partendo dal giallo, passando per l'arancione, il rosso e il violetto e culminando nel viola scuro sui bordi; sul cielo si stagliano numerosi uccelli in volo tra le nuvole.
I dipinti che ricoprono le ampie lunette parietali raffigurano, in perfetta continuità con la volta, paesaggi immaginari con scene di caccia al cervo, alla lepre, al cinghiale e ad animali esotici, che si svolgono davanti a grandi castelli e rovine; sullo sfondo, si elevano alte colline boscose e monti con cime aguzze.

#### Sala del Meriggio

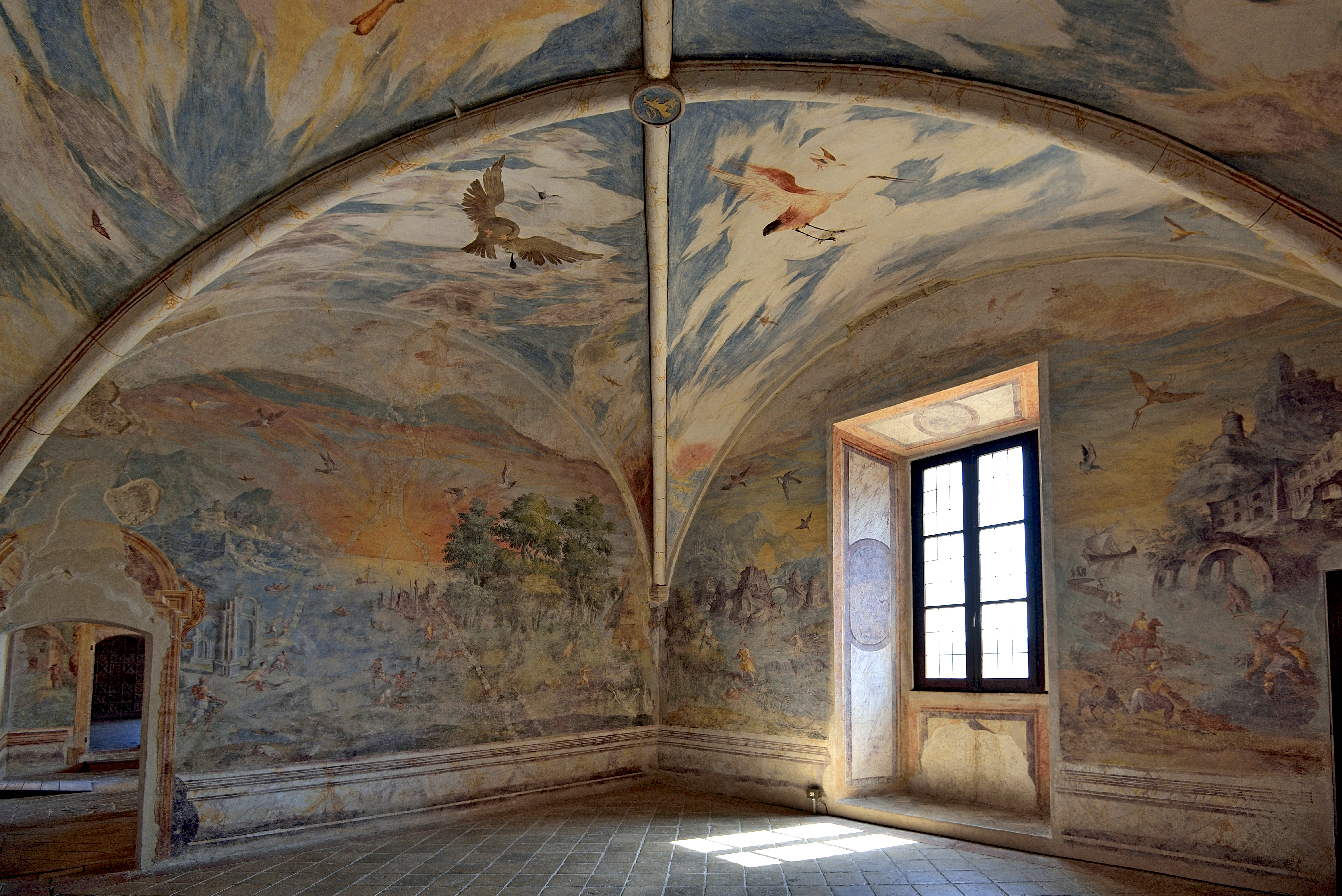
Sala del Meriggio

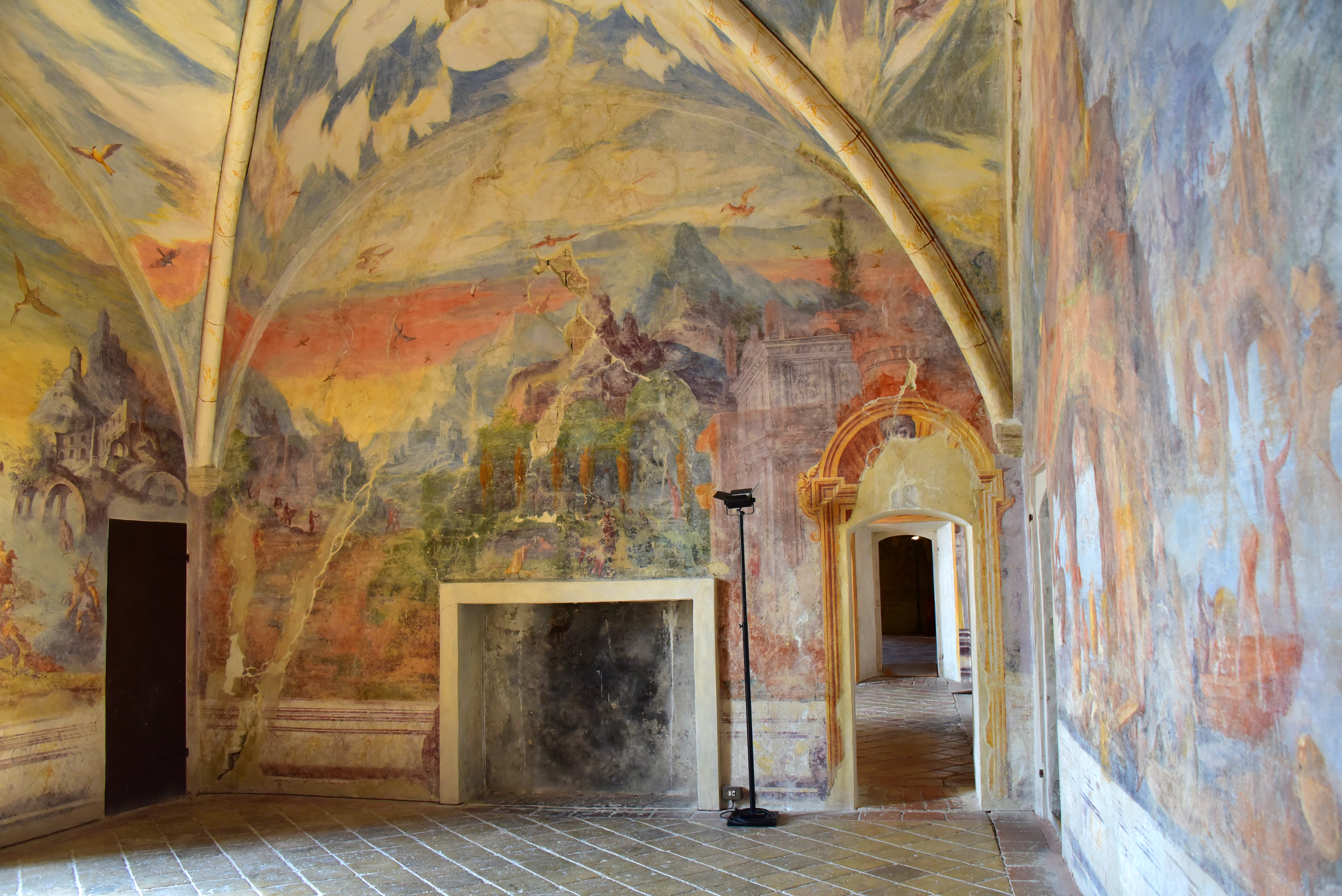
Sala del Meriggio

La terza sala da sud comunica con la Sala del Vespro e con la Sala dell'Aurora.
L'ambiente è coperto da una volta a crociera con costoloni, che convergono in chiave di volta in un medaglione decorato con un leone, stemma dei Rossi, sopravvissuto alle modifiche cinquecentesche; il soffitto è ornato con un affresco raffigurante un cielo azzurro attraversato da grandi nuvole bianche, su cui stagliano alcuni falchi, aironi, pavoni e cormorani in volo; le nubi presentano alcune sfumature rosate, mentre il sole, prossimo a tramontare, è rappresentato sullo sfondo della lunetta occidentale.
I dipinti che ricoprono le ampie lunette parietali raffigurano, in perfetta continuità con la volta, paesaggi immaginari con scene di pesca nei fiumi, nei laghi e nel mare, che si svolgono davanti a rovine e grandi castelli; sullo sfondo, si elevano massicci monti con cime aguzze.

#### Sala dell'Aurora

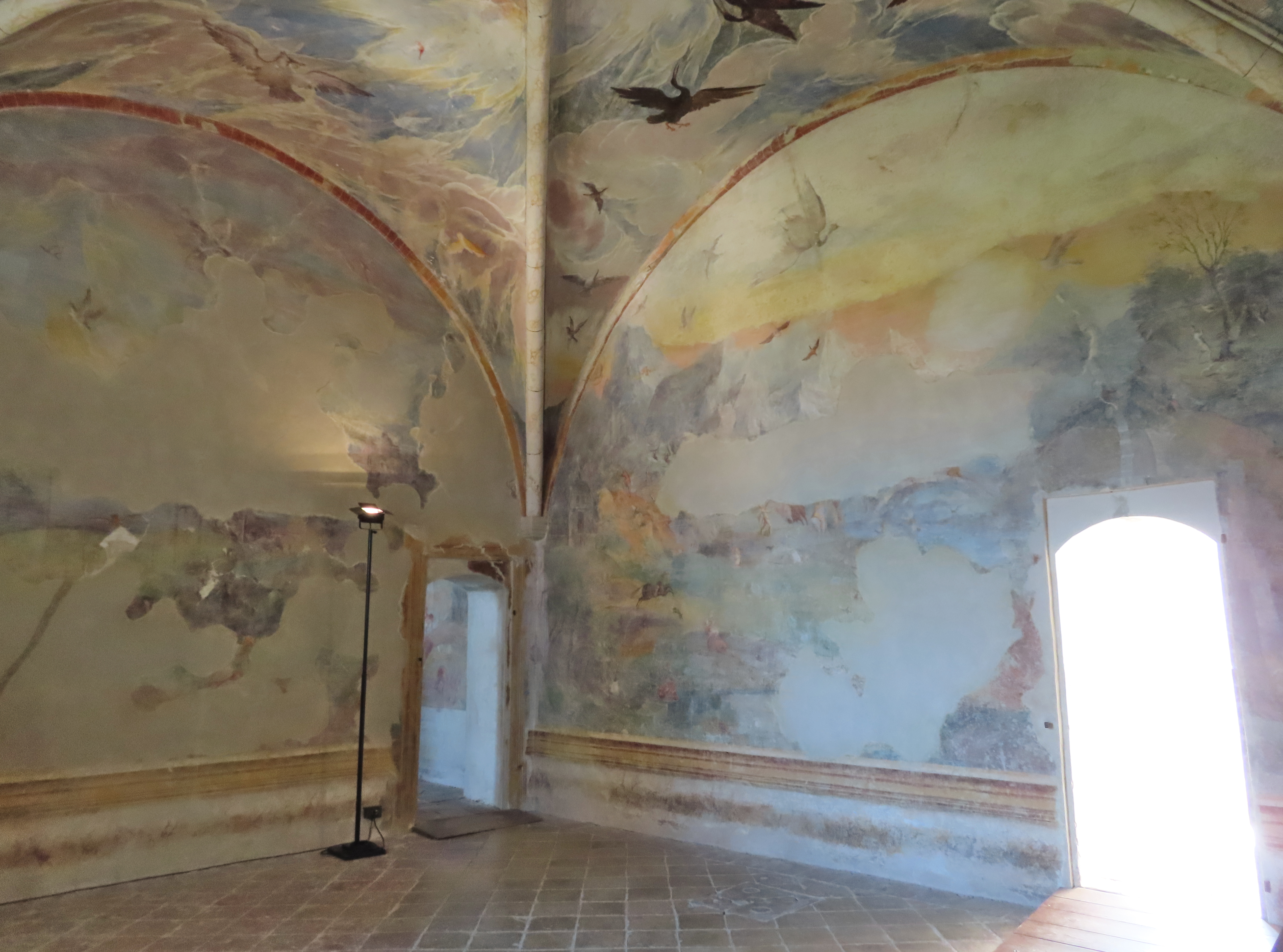
Sala dell'Aurora

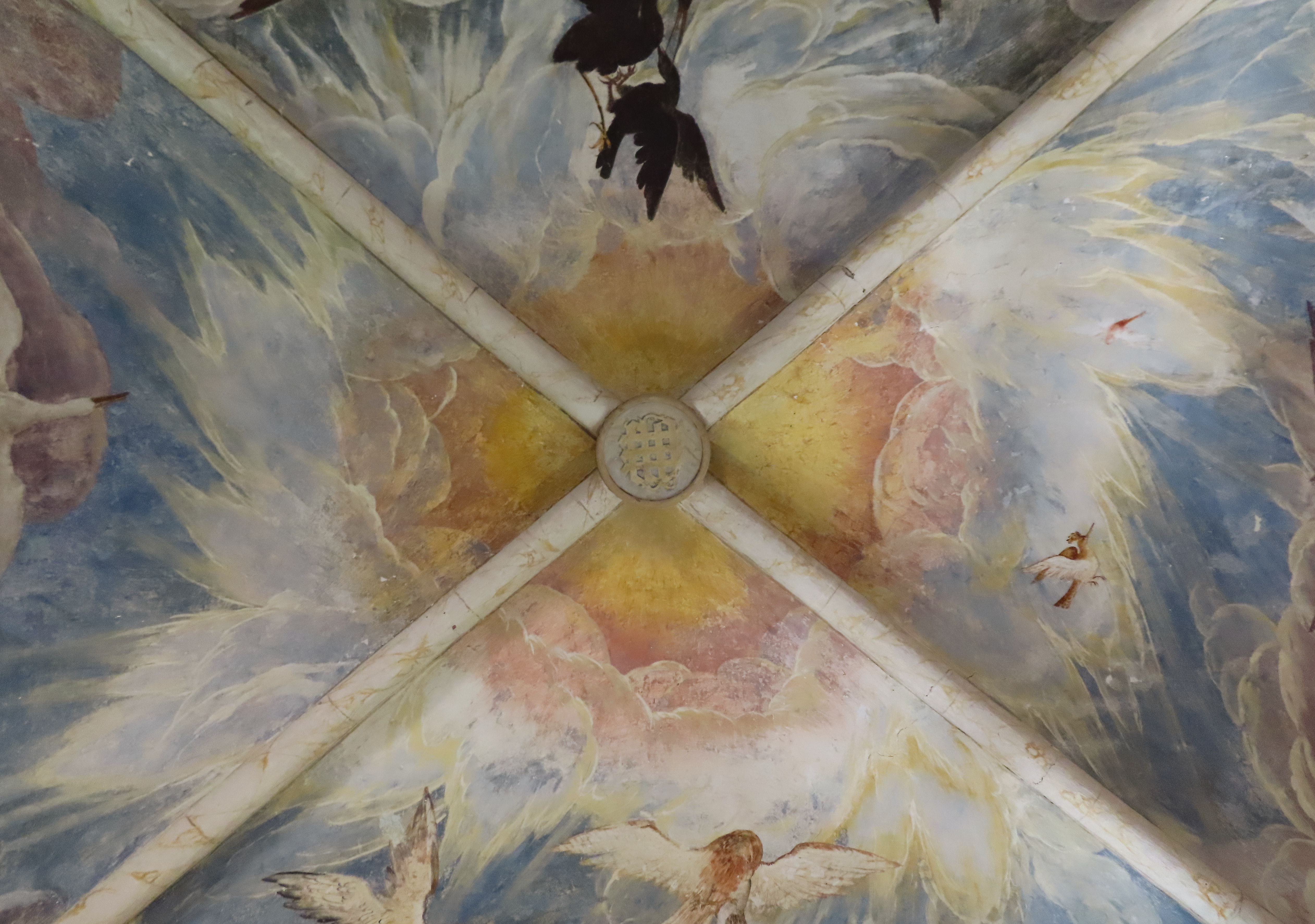
Volta della Sala dell'Aurora

La quarta e ultima sala da sud comunica con la Sala del Meriggio e con la Camera d'Oro.
L'ambiente è coperto da una volta a crociera con costoloni, decorata con un affresco raffigurante in chiave di volta il sole, circondato da un alone giallo-rosato e da una serie di nubi concentriche, dipinte nelle colorazioni rosa, azzurro, blu e viola, tipiche dell'alba. Tra esse si stagliano numerosi uccelli notturni in volo, che si allontanano per lasciare il posto a quelli diurni.
I dipinti che ricoprono le ampie lunette parietali, parzialmente lacunosi, raffigurano, in perfetta continuità con la volta, paesaggi immaginari con scene di caccia agli uccelli, che si svolgono tra le nebbie mattutine davanti a rovine; sullo sfondo, si elevano monti con cime aguzze.

#### Camera d'Oro

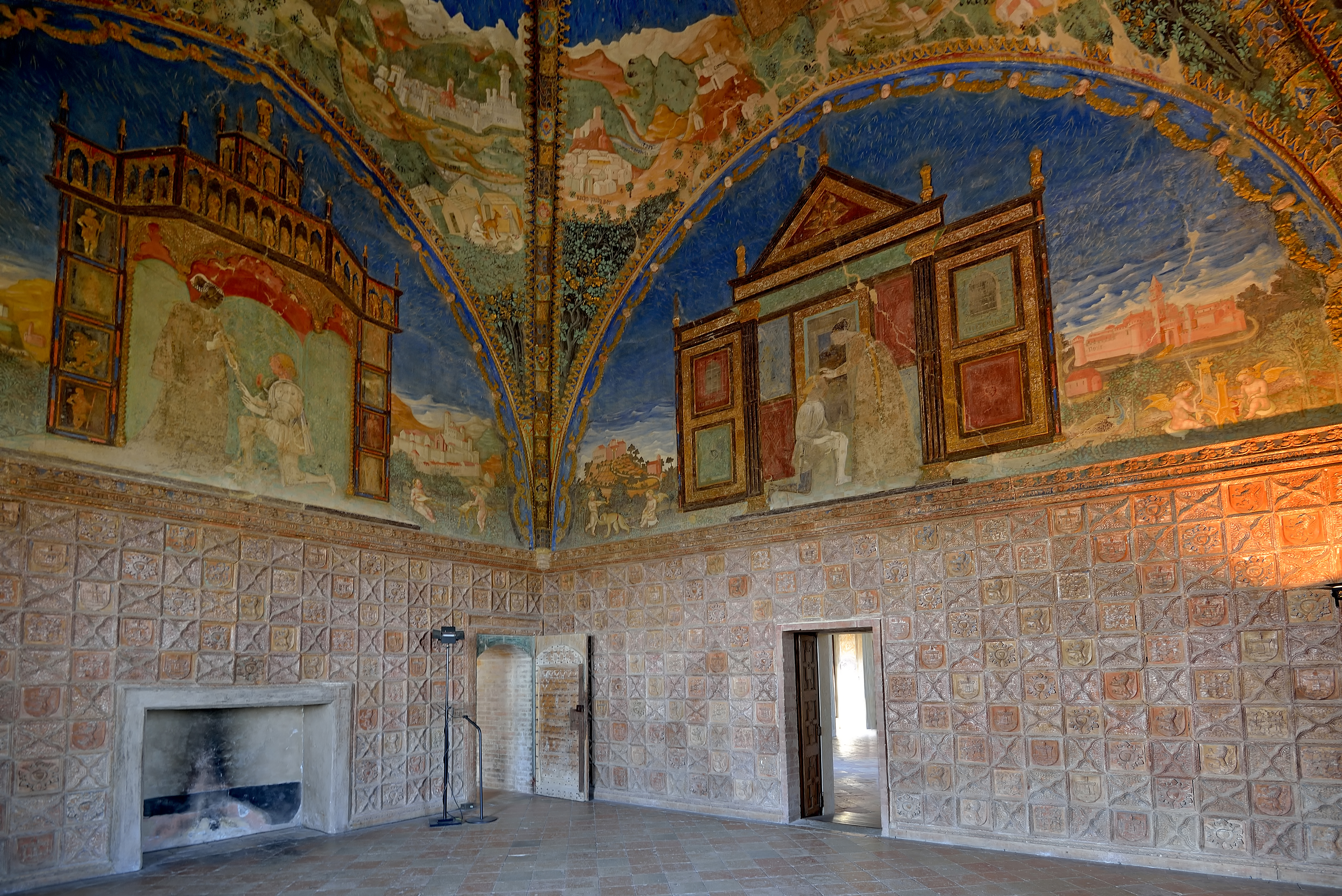
Camera d'Oro

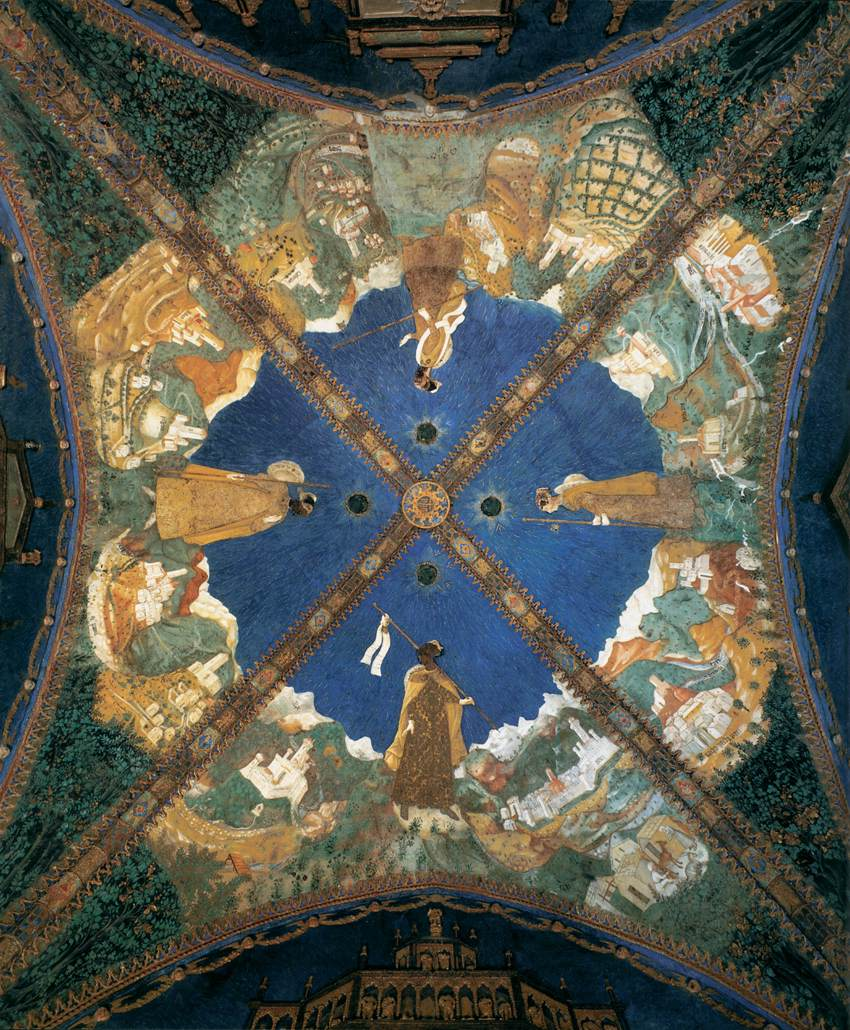
Volta della Camera d'Oro

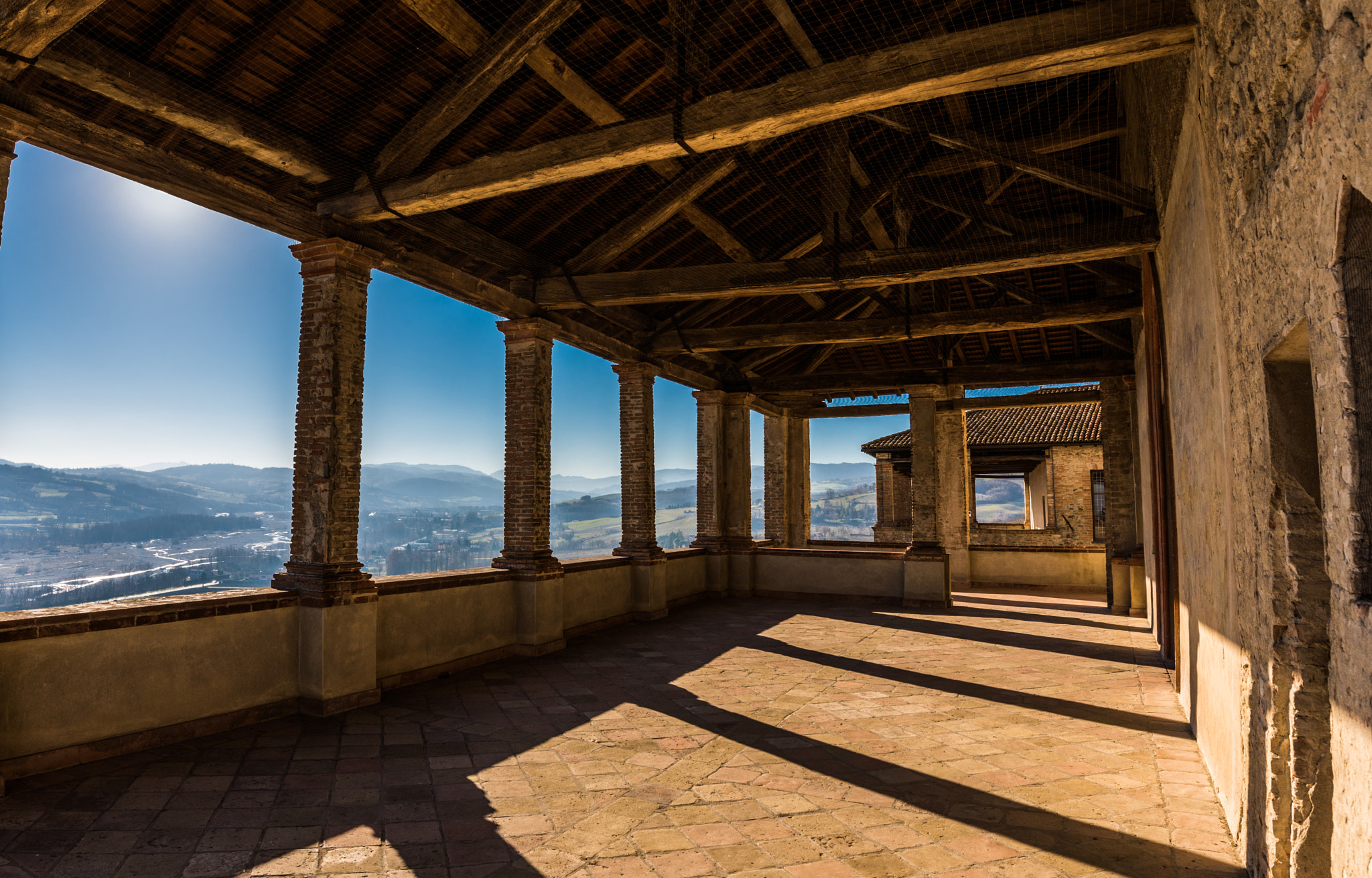
Loggia di nord-est

La Camera d'Oro, collocata al primo piano della torre omonima, comunica con la Sala dell'Aurora e col Salone dei Giocolieri.
L'ambiente, nato probabilmente quale camera da letto e studiolo privato di Pier Maria II de' Rossi, è noto per il ciclo di affreschi dipinti probabilmente da Benedetto Bembo nel 1462, anche se non esistono fonti certe né sulla data di esecuzione né sull'autore, che alcuni studiosi individuano in Girolamo Bembo, fratello di Benedetto, e altri in Francesco Tacconi. Le opere costituiscono l'unico esempio in tutta Italia di un ciclo di dipinti rinascimentali incentrati sulla glorificazione dell'amor cortese tra due personaggi realmente esistiti.
Le pareti della sala sono rivestite, fino al piano di imposta della volta a crociera, con formelle di terracotta ornate con altorilievi e coperte originariamente da pitture e da una decorazione in foglia d'oro, asportata da Pietro Cacciaguerra intorno al 1910. Le lunette e il soffitto sono dipinti con affreschi fortemente simbolici, celebrativi dell'amore tra Pier Maria II de' Rossi e l'amante Bianca Pellegrini, rappresentati nelle varie scene, e del grande potere del conte, sottolineato dalla realistica raffigurazione dei suoi numerosi castelli nel Parmense.
Dello studiolo, disperso con gli altri arredi agli inizi del XX secolo, si conserva la finestrella aperta verso la loggia, decorata con affreschi in monocromo.
La portafinestra della parete orientale si apre con una scala di alcuni gradini sulla loggia di nord-est, simmetrica rispetto alla loggia aggettante dalla torre di San Nicomede. L'ampia terrazza tardo-cinquecentesca, coperta dal tetto sostenuto da una serie di pilastri perimetrali in mattoni, si affaccia a 270° sulla Val Parma e sulla pianura a nord.

#### Salone dei Giocolieri

Salone dei Giocolieri

Il grande salone, accessibile direttamente dal loggiato orientale, si allunga nell'ala nord tra la torre della Camera d'Oro e la torre del Leone, sopra al Salone degli Stemmi; la stanza si affaccia con tre finestre verso la Corte d'Onore a sud e con due verso lo spalto a nord.
L'ambiente, nato come sala di rappresentanza destinata a stupire gli ospiti, è coperto da un soffitto piano e spoglio, mentre le pareti sono interamente decorate con affreschi realizzati in un breve periodo di tempo da Cesare Baglioni, Giovanni Antonio Paganino e probabilmente Innocenzo Martini, che si occuparono ciascuno di un differente ambito di lavoro. Mentre sulla fascia perimetrale superiore corre un ricco fregio composto da venti scene intervallate da cariatidi, il resto dei muri è coperto con dipinti a grottesche.
Gli affreschi, a differenza di quelli del Salone degli Stemmi, celebrativi della casata, furono eseguiti con l'intento di glorificare il committente Francesco Sforza di Santa Fiora e i suoi cugini Farnese, duchi di Parma.
Le pareti corte sono caratterizzate dalla presenza di un grande stemma che campeggia in sommità tra le grottesche; a est è raffigurato l'emblema del duca Alessandro Farnese, cinto dal Toson d'oro, mentre a ovest si trova quello di suo figlio Ranuccio I Farnese, reggente al posto del padre.

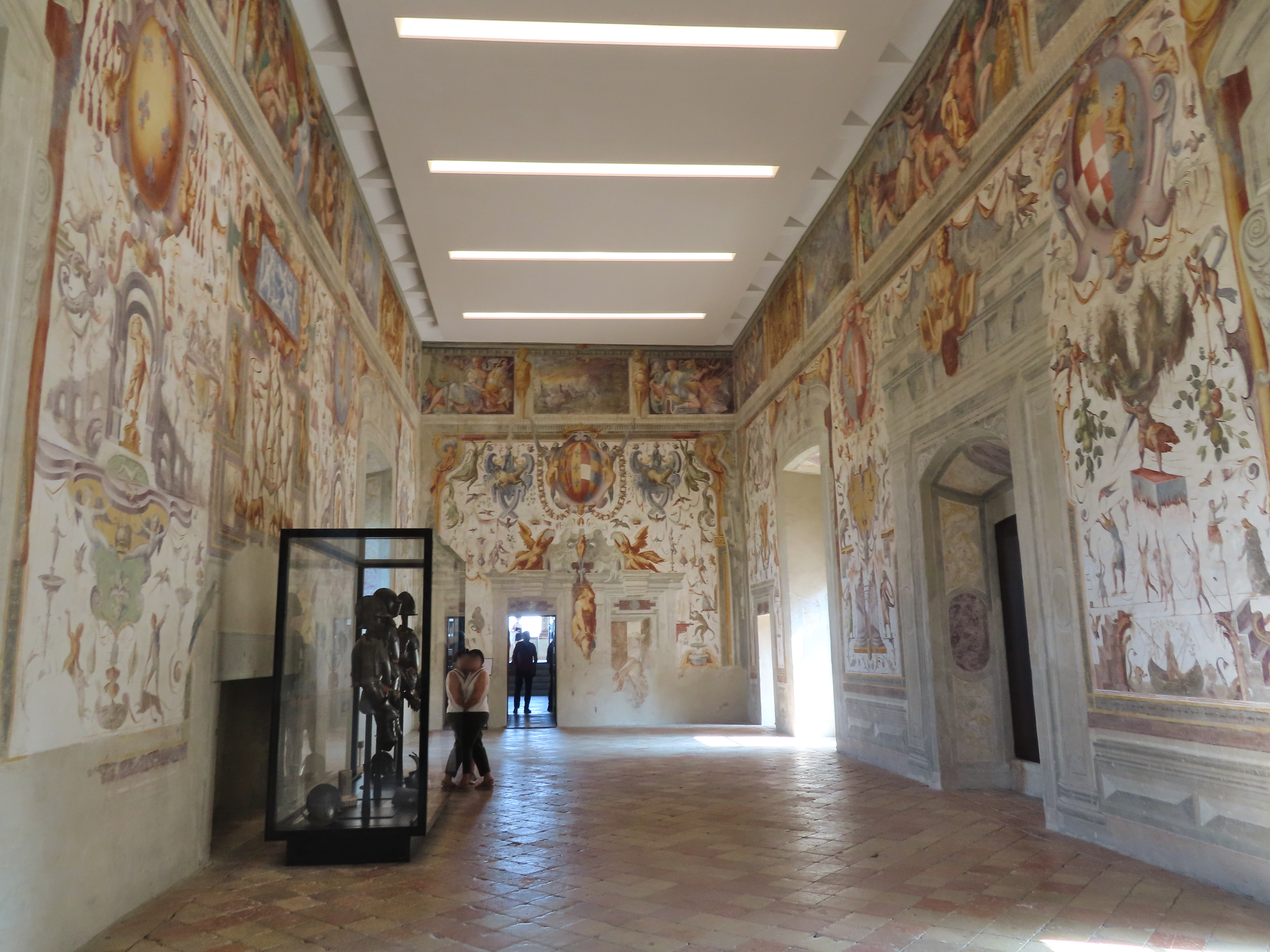
Salone dei Giocolieri

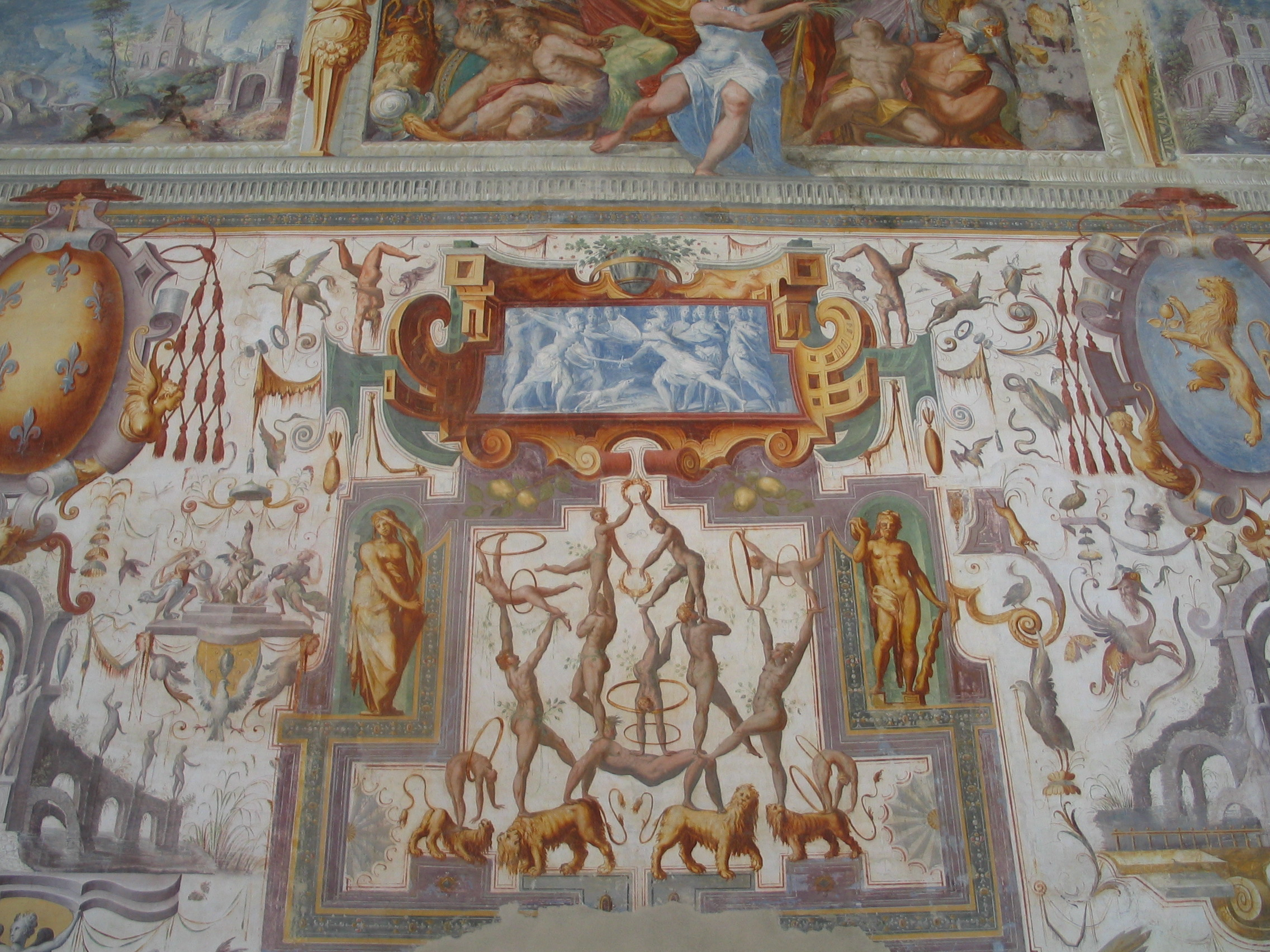
Affreschi del Salone dei Giocolieri

Altri quattro stemmi si stagliano tra le finestre dei muri lunghi. Dei due posti a sud, il primo, cinto dal Toson d'oro, è diviso in due parti, contenenti un leone, blasone degli Sforza di Santa Fiora, e una colonna, emblema dei principi Cesarini, aggiunta oltre un secolo dopo probabilmente al posto dell'insegna di Sforza I Sforza; il secondo, probabile stemma di Francesco Sforza, è anch'esso diviso in due parti, contenenti i blasoni degli Sforza e dei de Nobili di Montepulciano. Dei due posti a nord, il primo è riferito al cardinale Ferdinando Farnese, mentre il secondo al cardinale Francesco Sforza.
Le ricchissime grottesche, dipinte a colori accesi su sfondo bianco, raffigurano templi, uccelli, sfingi, ninfe, vasi, edicole, arabeschi, nastri, animali fantastici e varie figure femminili. La scena più significativa, da cui deriva il nome del salone, è rappresentata al centro della parete nord, sopra al camino: un'ampia cornice mistilinea racchiude un gruppo di equilibristi e giocolieri, che, in bilico su quattro leoni, si esibiscono in una scenografica piramide umana.
Le pareti corte sono inoltre decorate con due finte porte, aggiunte per simmetria con quelle reali; da esse escono una serva recante un bacile, a est, e un ragazzo con un vassoio in mano, a ovest.
Il fregio perimetrale in sommità è composto dalla successione di 20 scene, suddivise da cariatidi dorate. Delle 3 poste sulle pareti corte, quelle centrali raffigurano dei paesaggi, mentre quelle laterali allegorie. Delle 7 poste su quelle lunghe, quelle centrali rappresentano allegoricamente e trionfalmente la casata degli Sforza di Santa Fiora, le due adiacenti dei paesaggi, le due successive delle battaglie e le due più esterne altre allegorie.

#### Sala della torre del Leone

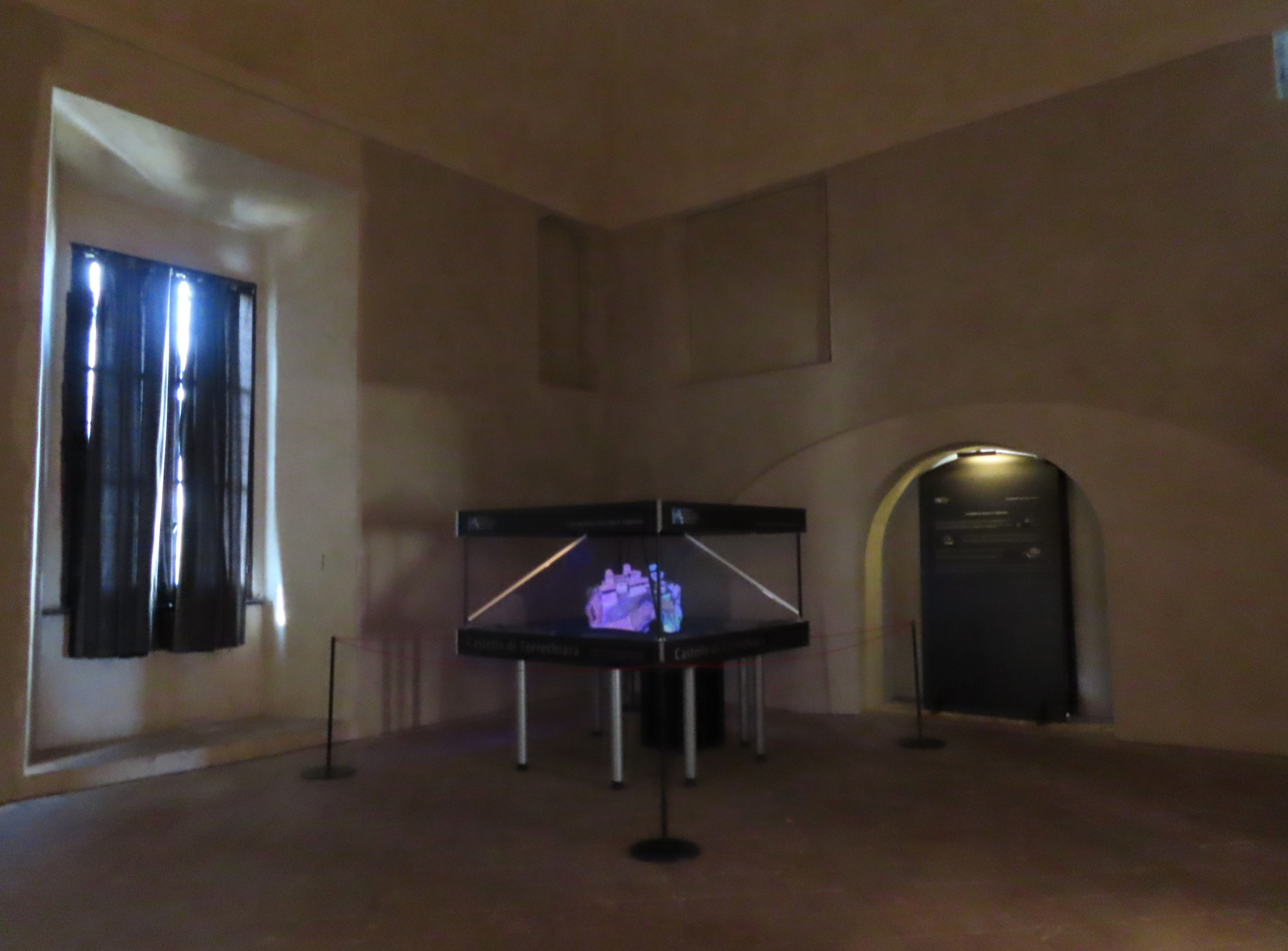
Sala della torre del Leone

La sala posta al primo piano della torre del Leone, comunicante col Salone dei Giocolieri e con lo scalone del porticato ovest, contiene la ricostruzione della Camera d'Oro realizzata nel 1911 per l'esposizione etnografica di Roma, in occasione delle celebrazioni per il cinquantenario dell'Unità d'Italia; la copia, progettata dall'architetto Lamberto Cusani, fu eseguita da numerosi artisti, tra i quali i pittori Amedeo Bocchi e Daniele de Strobel, gli scultori Renato Brozzi ed Emilio Trombara e l'ebanista Ferdinando dell'Argine.

### Percorso di visita

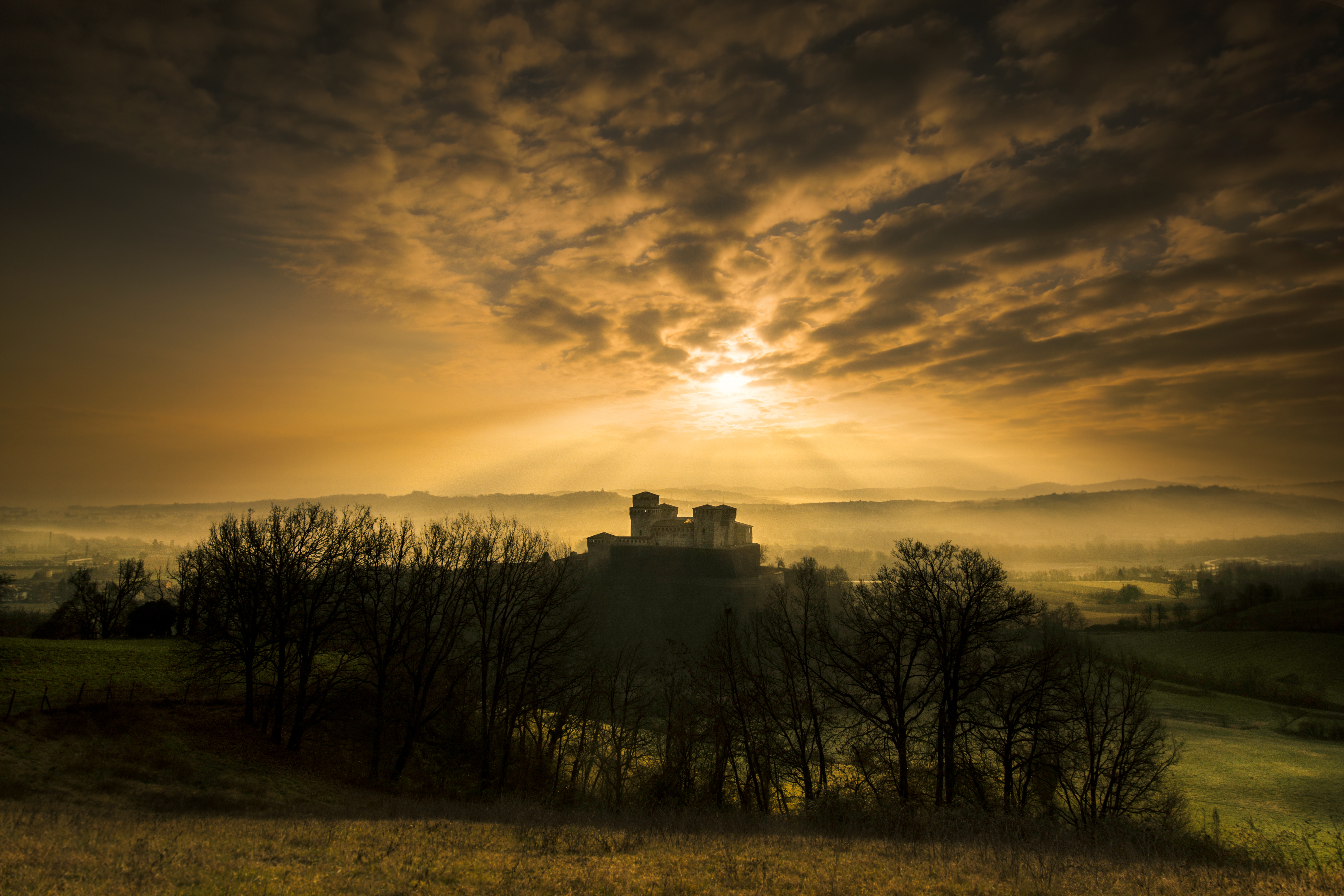
Il castello al tramonto

Il castello è aperto al pubblico dagli inizi del XX secolo e fa parte del circuito dei castelli dell'Associazione dei Castelli del Ducato di Parma, Piacenza e Pontremoli.
Risultano visitabili, oltre agli spalti e alla Corte d'Onore, l'oratorio di San Nicomede, le tre Sale a giorno, la Sala della Vittoria, le due sale di servizio, la cucina, il Salone degli Stemmi, la sala didattica, le scuderie, il loggiato est, le quattro Sale della caccia e della pesca, la Camera d'Oro, le due logge esterne, il Salone dei Giocolieri, la sala della torre del Leone e la torre del Rivellino.

## Il presunto fantasma
Come molti castelli, anche quello di Torrechiara sembrerebbe ospitare un'oscura presenza. Secondo la leggenda, nelle notti di plenilunio, nei pressi del rio delle Favole, originaria via di accesso al castello, lo spettro di Pier Maria II de' Rossi si aggirerebbe alla ricerca dell'amata Bianca Pellegrini, ripetendo il motto "Nunc et semper". Secondo un'altra versione, sarebbe invece il fantasma di una duchessa, murata viva nel maniero in epoca imprecisata, a vagare nelle vicinanze dell'edificio.

## Il castello nei media

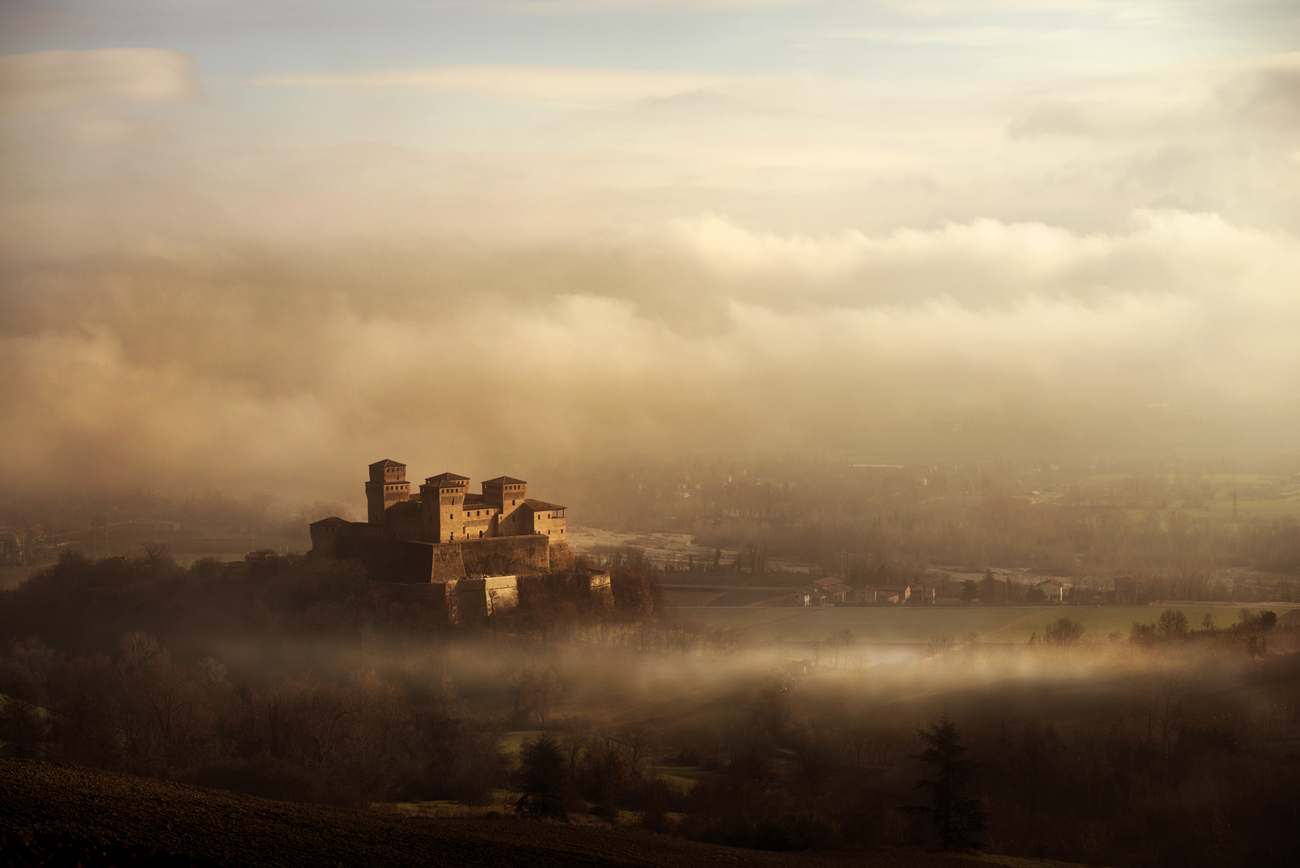
Il castello sopra le nebbie della pianura

Il castello fu utilizzato nel XX e XXI secolo come set di alcune scene di vari film e programmi televisivi, tra cui:
- nel 1937 il film Condottieri, diretto da Luis Trenker;[68]
- nel 1981 il film La tragedia di un uomo ridicolo, diretto da Bernardo Bertolucci;[69]
- nel 1985 il film Ladyhawke, diretto da Richard Donner;[68][70]
- nel 1995 il videoclip del brano Riguarda noi, della cantautrice Giorgia;
- nel 2012 il videoclip del brano Se tu non fossi qui, del cantautore Umberto Tozzi;[71]
- nel 2012 la miniserie televisiva La Certosa di Parma, diretta da Cinzia TH Torrini;[72]
- nel 2014 la serie televisiva francese I Borgia, creata da Tom Fontana;[73]
- nel 2017 la puntata intitolata Castelli nel tempo del programma televisivo Ulisse - Il piacere della scoperta, ideato e condotto da Alberto Angela.[74]

## Eventi
Ogni domenica, nell'ambito del progetto interprovinciale "I Castelli delle Donne", è possibile partecipare alle visite guidate in abiti medievali "Bianca e la Corona sospesa", mentre ogni prima domenica del mese al pomeriggio si svolge la visita guidata animata "Bianca Raccontami".
Dal 1996, nei mesi di luglio e agosto, la Corte d'Onore del castello è sede della rassegna a carattere musicale, nota come Festival di Torrechiara "Renata Tebaldi", che richiama ogni anno importanti artisti italiani e stranieri.
Tra gli altri eventi a cadenza annuale ospitati nel maniero, si svolgono l'appuntamento "Due cuori e un castello", in prossimità del giorno di san Valentino, e la ricostruzione medievale "Giorno di Festa a Corte", il 2 giugno.